# La Tremblade
La Tremblade (prononcé en français : [la tʁɑ̃blad]) est une commune du Sud-Ouest de la France, située dans le département de la Charente-Maritime en région Nouvelle-Aquitaine. Ses habitants sont appelés les Trembladais et les Trembladaises.
Occupant l'extrémité occidentale de la presqu'île d'Arvert, cette petite cité commerçante de 4 543 habitants (2022) est établie sur la rive gauche de l'estuaire de la Seudre, face à la ville de Marennes-Hiers-Brouage à laquelle elle est reliée par un pont, le viaduc de la Seudre, depuis 1972. Appartenant à la Communauté d'agglomération Royan Atlantique, La Tremblade est un des principaux centres ostréicoles du bassin de Marennes-Oléron, en même temps qu'une station balnéaire et un spot de surf réputé, bénéficiant d'une large façade maritime sur l'océan Atlantique.
La partie septentrionale de son territoire peut être divisée en trois pôles aux activités distinctes : le port ostréicole de La Grève, le site balnéaire de Ronce-les-Bains et le centre-ville qui fait la jonction entre ces deux quartiers. La ville fait partie d'une conurbation à vocation résidentielle, ostréicole et touristique avec Arvert, Étaules et Chaillevette, ce qui en fait, avec 12 560 habitants en 2021, la 5e agglomération urbaine de la Charente-Maritime. En 2020, l'Insee la classe comme commune-centre de l'aire d'attraction de La Tremblade, comprenant trois communes de l'ouest royannais, ce qui la place au 9e rang départemental en 2021 avec 10 927 habitants.
La commune, qui appartient géographiquement à la région naturelle du Royannais, est presque entièrement couverte par un massif forestier protégé, la forêt domaniale de la Coubre. La côte sauvage, orientée plein ouest, forme une longue plage exposée aux courants et à de fortes déferlantes qui en font un des hauts-lieux du surf de la région royannaise : elle est ainsi répertoriée parmi les spots les plus dangereux de France par le magazine Surf Session.

## Géographie

### Présentation
« Déjà, nous passons la Seudre près de l'estuaire (...) Pays des bateaux haletants, des roseaux, des verts ardents et des ciels scintillants »

— Jean Prasteau —

Position de La Tremblade en Charente-Maritime.

La commune de La Tremblade est située au sud-ouest du département de la Charente-Maritime, dans la presqu'île d'Arvert, sur la rive gauche de l'estuaire de la Seudre, face à Marennes et à l'île d'Oléron. Elle se rattache à la fois au Royannais et au bassin de Marennes-Oléron. Formant avec ses voisines Arvert, Étaules et Chaillevette une petite conurbation totalisant 11 841 habitants en 2016, elle fait partie de la « grande banlieue » ouest de Royan.
Sur un plan plus général, la commune est localisée dans la partie sud-ouest de la France, au centre de la côte atlantique dont elle est riveraine, faisant partie du « Midi atlantique ».
Chef-lieu d'un canton compris dans l'arrondissement de Rochefort, La Tremblade se trouve à 3,5 kilomètres d'Arvert, 5,4 kilomètres d'Étaules, 5,8 kilomètres des Mathes, 6,7 kilomètres de Marennes, 8,5 kilomètres de Bourcefranc-le-Chapus (accès au pont de l'île d'Oléron), 11,1 kilomètres de Breuillet, 18,2 kilomètres de Royan, 20,1 kilomètres de Saujon, 23,2 kilomètres de Saint-Pierre-d'Oléron, 23,8 kilomètres de Rochefort, 39,3 kilomètres de Saintes, 43,5 kilomètres de la préfecture départementale, La Rochelle et 112,2 kilomètres de Bordeaux, la grande métropole et préfecture régionale.
Le territoire communal est bordé dans sa partie occidentale par la côte sauvage (depuis la pointe de la Coubre jusqu'à la pointe Espagnole), grande plage ramassée au pied d'un cordon dunaire tapissé de chiendent maritime, de garous et d'oyats, en avant d'une vaste pinède qui s'étend sur une grande partie de la presqu'île. Les principales dunes, qui peuvent atteindre 60 mètres de hauteur (butte du Gardour, point culminant de la commune) sont la dune de Vasselot, la dune de l'Aquitaine et la dune du Vieux-phare, près de la Coubre. La côte sauvage est caractérisée par de forts courants (phénomènes de baïnes) et de puissantes déferlantes qui en font un des lieux de prédilection des amateurs de sports nautiques, en particulier le surf.

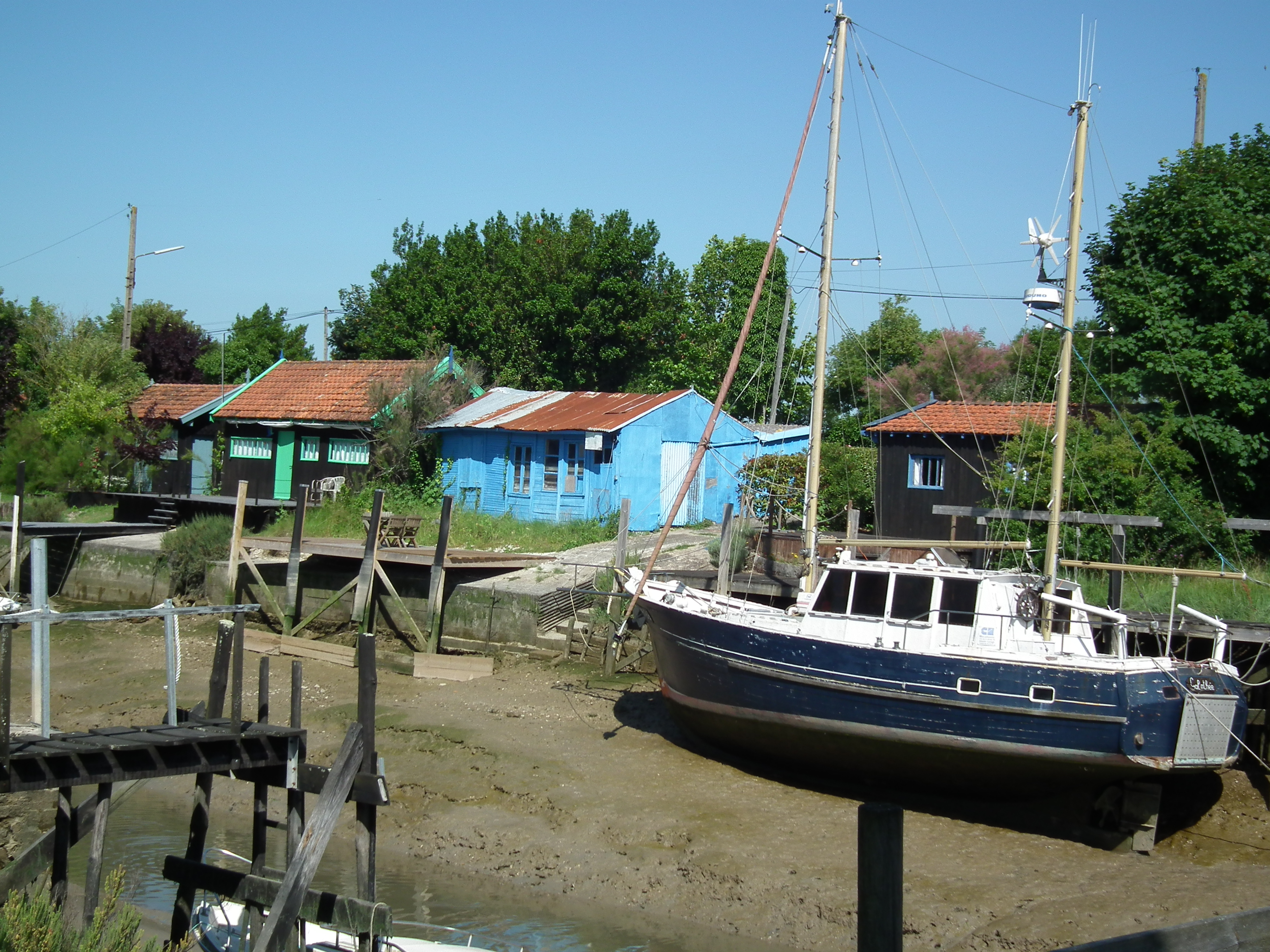
Cabanes ostréicoles traditionnelles au port de La Grève.

L'entrée du pertuis de Maumusson (au nord de la côte sauvage) est particulièrement redoutée des marins du fait des puissants courants et des vagues qui en barrent l'entrée par gros temps. Plusieurs toponymes sont d'ailleurs directement issus de naufrages : la pointe Espagnole doit ainsi son nom au naufrage du navire « Antonio Carmen » le 20 décembre 1823, tandis que la plage du Galon d'or aurait été baptisée à la suite du naufrage d'un galion espagnol au XVe siècle.
Un peu en marge de cette plage, entre dunes et forêt, s'étend une petite lagune heureusement préservée, le marais du Galon d'or. Cet espace palustre méconnu, d'une grande diversité sur les plans faunistiques et floristiques, est protégé dans le cadre du réseau Natura 2000. Du fait de la présence de sables mouvants (signalés) et en raison de la fragilité de cet espace naturel, il est impératif de respecter les sentiers aménagés.
Au nord-ouest, la petite station balnéaire de Ronce-les-Bains est établie sur la mer des pertuis. Ses plages abritées sont quant à elles presque dépourvues de courants. La commune, dont la vocation touristique n'a cessé de s'affirmer depuis le XIXe siècle, peut compter au total sur huit plages, orientées nord-ouest et ouest (plages du Mus de loup, de la Cèpe, du Galon d'Or, de l'Embellie, de la Pointe espagnole, de la Bouverie, du Vieux-Phare et de La Coubre).

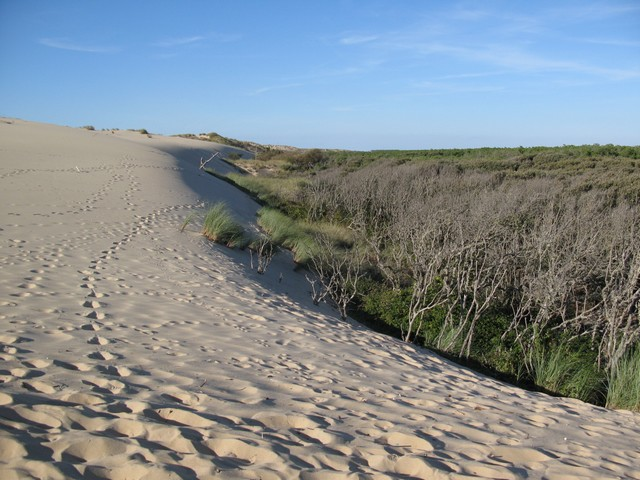
La forêt de la Coubre peine à contenir l'avancée de la dune.

La partie septentrionale de la commune est constituée de marais et de vasières bordant le large estuaire de la Seudre. Une partie de ces espaces naturels a été reconvertie en « claires », lieux d'affinage pour les huîtres du bassin de Marennes-Oléron. Le port de La Grève est un des principaux ports ostréicoles du bassin (avec ceux de La Cayenne à Marennes et du Château-d'Oléron). Son chenal rectiligne et perpendiculaire à la Seudre est bordé de pontons et de petites cabanes en bois, parfois peintes de couleurs vives, qui forment une sorte de long ruban jusqu'à la jetée d'embarquement. En fonction des marées, le port s'anime et se peuple de nombreuses embarcations, petits chalands ostréicoles appelés ici « plates ».
La plus grande partie du territoire communal (78 %) est couverte de forêts et d'espaces semi-naturels, représentés avant tout par la forêt domaniale de la Coubre et ses nombreux sous-bois et bosquets (bois de la Pesse, bois de la Ronce, bois de Bouffard, bois des Étains). S'étendant sur près de 8 000 hectares, la forêt de la Coubre est essentiellement constituée de pins maritimes et de chênes verts. Il s'agit d'une forêt de résineux plantée artificiellement dès le XIXe siècle afin de contenir l'avancée inexorable des dunes qui recouvraient alors les villages et les cultures. Elle est divisée en « cantons » (cantons du Gardour, du Pavillon, des Brisquettes, de la Chapelle, du Negrevaux) et comporte plusieurs « zones de silence » (Pointe espagnole et Gardour). Ponctuée de blockhaus et de lignes de fortifications datant de la Seconde Guerre mondiale, elle est gérée par l'office national des forêts.

### Communes limitrophes
Les communes limitrophes sont Saint-Trojan-les-Bains, sur l'île d'Oléron, au-delà du pertuis de Maumusson, Marennes-Hiers-Brouage et Saint-Just-Luzac, au-delà de l'estuaire de la Seudre, enfin Arvert et Les Mathes, respectivement au sud-est et à l'est.
| Saint-Trojan-les-Bains |              | Marennes-Hiers-Brouage |
| Océan Atlantique       | La Tremblade | Saint-Just-Luzac       |
|                        | Les Mathes   | Arvert                 |

### Voies de communication et transports

#### Voies routières
Du fait de sa situation au cœur d'une conurbation attractive, connaissant un regain de fréquentation en période estivale, La Tremblade bénéficie d'infrastructures routières adaptées à un fort trafic. Afin d'éviter au maximum les engorgements, son centre-ville est contourné depuis 1992 par une rocade (rocade ouest) qui permet de rejoindre la station balnéaire de Ronce-les-Bains et, en empruntant le viaduc de la Seudre, les villes de Marennes et de Bourcefranc-le-Chapus, le site historique de Brouage et l'île d'Oléron. Deux ronds-points ont été aménagés au niveau de la sortie d'Arvert (zone commerciale des Justices) et à l'entrée de Ronce-les-Bains. Ce dernier, localisé au niveau des avenues Charles-de-Gaulle et de la Côte-de-Beauté, abrite une composition représentant des « petits bateaux », œuvre de l'artiste Jean-Luc Plé.
Axe majeur de la presqu'île d'Arvert, la D 14 a été réaménagée au début des années 2000 et transformée en une voie rapide (rocade Est) qui évite désormais les centres-villes d'Arvert et d'Étaules en bordant les parcs à huîtres, facilitant ainsi les échanges avec le reste de l'agglomération royannaise. Classée route départementale de première catégorie (grands axes routiers départementaux), cette « épine dorsale » de la presqu'île d'Arvert appartenant au réseau primaire périurbain est utilisée par de nombreux habitants pour rejoindre leurs lieux de travail (trafic pendulaire domicile-travail), ainsi que par les vacanciers pendant la période estivale. Elle supporte un trafic atteignant en moyenne 8 000 à 9 000 véhicules par jour, avec cependant de fortes disparités en fonction des périodes de l'année. Plusieurs sorties ont été aménagées, matérialisées par de petits giratoires (éclairés la nuit pour plus de sécurité).

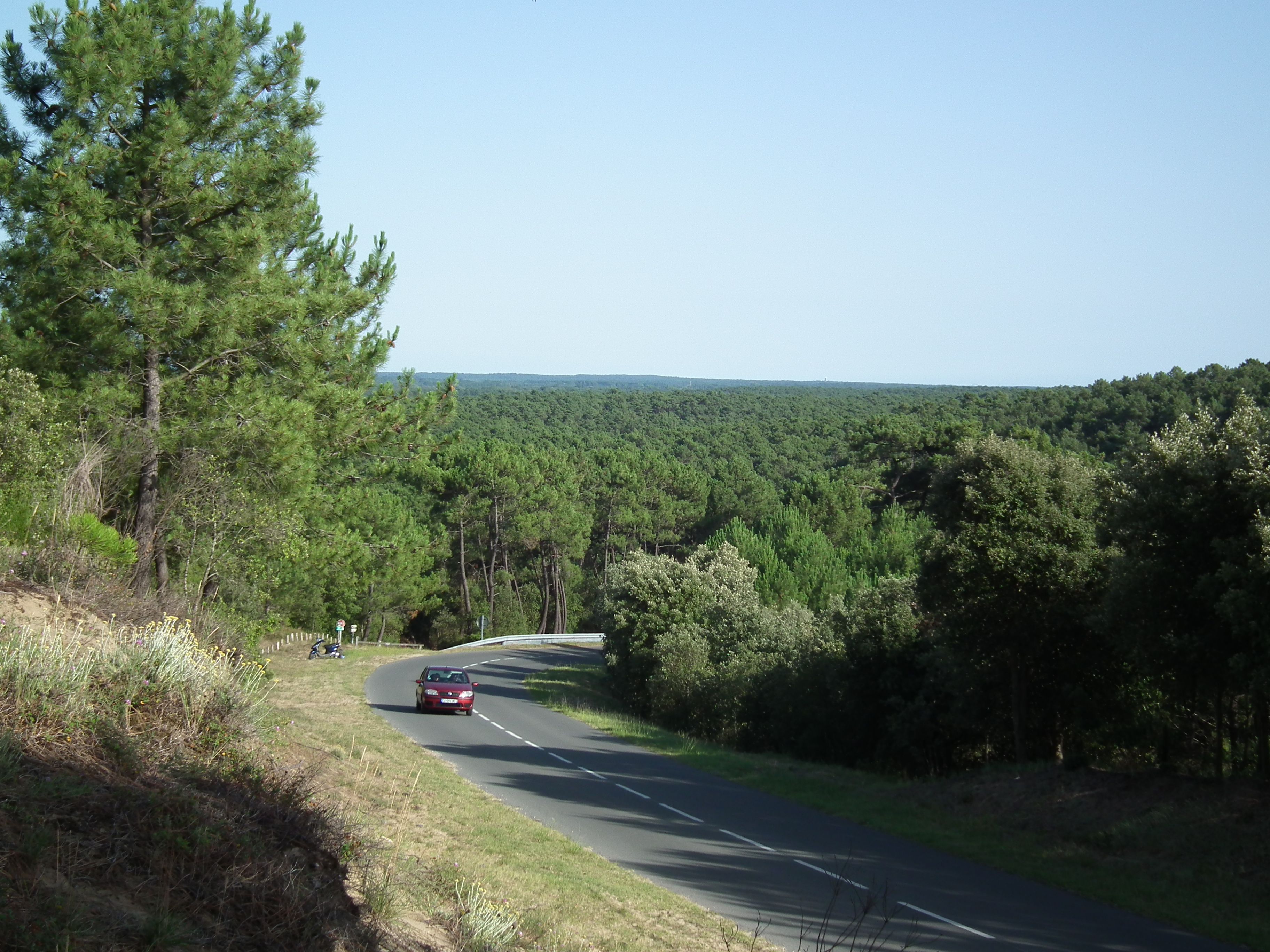
La D 25 traversant la forêt de la Coubre près de la butte du Gardour.

La D 14E1 est une route alternative qui permet de desservir Étaules et Arvert, qui du fait de l'urbanisation importante de cette partie de la presqu'île forment désormais une agglomération unique centrée sur La Tremblade. Longtemps principale voie d'accès du pays d'Arvert, elle est moins fréquentée, mais reste une source de nuisances sonores, classé en catégorie 3 par les services de la DDE. La rocade de contournement est également dans ce cas et est quant à elle classée en catégorie 4 (sur une échelle de 5). Au total, ce sont dix kilomètres de routes qui sont considérées comme potentiellement bruyantes, soit à peine 1 % de la surface communale.
Dans la partie occidentale de la commune, la D 25 est le principal axe de communication permettant de traverser la forêt domaniale de la Coubre et les plages de la côte sauvage. Plusieurs petites voies de communication permettent de relier les principaux lieux-dits : ainsi de la D 141E4, qui mène au hameau du Poteau de Bouffard, et de la D 268, qui mène à La Fouasse (commune des Mathes).
Du fait de la configuration particulière de la presqu'île d'Arvert, rejoindre Marennes, Le Gua, Rochefort ou La Rochelle implique de traverser la Seudre, soit par le viaduc de la Seudre au nord de la commune, soit par les ponts du Vivier (sur le Liman) et de Mailloux (sur la Seudre) à L'Éguille.
À l'avenir, le schéma routier départemental (2010-2030) prévoit de repenser totalement la circulation de la grande périphérie royannaise, dont Saujon deviendrait une des « portes d'entrées ». Le trafic sera dès lors diffusé à partir de cette ville, afin de limiter au maximum les encombrements. Parmi les options devant faciliter les liaisons dans la presqu'île d'Arvert, figurent la création d'une voie nouvelle entre la rocade de Royan à Vaux-sur-Mer et Saint-Sulpice-de-Royan et Breuillet, dont le centre-ville serait contourné.

#### Pistes cyclables
La ville est traversée par la véloroute EuroVelo 1 (également connue dans sa partie française sous le nom de « Vélodyssée ») qui relie la Norvège au Portugal. Cette véloroute passe notamment par Marennes et emprunte le pont de la Seudre avant de rejoindre Ronce-les-Bains au niveau du rond-point des Petits Bateaux, aux abords de la rocade. Sa partie allant de Ronce-les-Bains à Saint-Palais-sur-Mer est aménagée en voie verte, en site propre, sur près de trente kilomètres : la voie verte de Ronce-les-Bains à Saint-Palais-sur-Mer passe dans le centre de Ronce-les-Bains avant de filer dans la forêt domaniale de la Coubre en direction de La Palmyre et de Saint-Palais-sur-Mer, aux portes de Royan.
Une piste cyclable double de chaque côté l’avenue du Général-de-Gaulle, entre le centre-ville et le quartier de Ronce-les-Bains. Une autre piste cyclable a été aménagée entre le rond-point des Petits Bateaux et les différents campings du sud de la commune, en bordure de la rocade, là aussi en site propre.

#### Transports en commun
La commune est desservie par le réseau de transports urbains de la communauté d'agglomération Royan Atlantique. Baptisé Cara'Bus, ce service géré par la société Veolia Transport totalise quelque dix lignes de bus régulières reliant près de 130 stations réparties dans seize communes de la grande périphérie royannaise.
La Tremblade est plus particulièrement desservie par les lignes 22 (Ronce-les-Bains/Royan), 31 (ligne estivale), 41 (Ronce-les-Bains/Saujon/Cozes) et 42 (Marennes/Étaules). Cinq stations sont implantées directement dans la commune : Ronce-les-Bains-Centre, Ronce-les-Bains-Campings, Les Riveaux, Foyer Culturel et Église (centre-ville). Les stations Les Petits Ponts (zone commerciale des Justices — centre commercial Super U) et Les Fouilloux sont situées sur le territoire de la commune d'Arvert.
Le reste de l'agglomération trembladaise est desservi par les stations Arvert-Mairie et Le Maine-Giraud (Arvert), Étaules-Office du Tourisme, Étaules-Église et Étaules-Cimetière (Étaules) et Rond-Point et Chaillevette-La Poste (Chaillevette). L'agglomération trembladaise est également reliée par navettes aux principales villes du département via le réseau de lignes départementales Les Mouettes. Ce dernier totalise 20 lignes principales et 250 lignes secondaires.

#### Voies ferroviaires

Locomotive à vapeur 030 T 3 (classée monument historique) en gare de La Tremblade.

La commune dispose d'une gare située sur la ligne Saujon-La Tremblade, inaugurée au XIXe siècle pour servir au transport des passagers et des huîtres du bassin de Marennes-Oléron. Elle est à l'origine propriété de la Compagnie du chemin de fer de la Seudre, et passe ensuite à l'Administration des chemins de fer de l'État, puis à la Société nationale des chemins de fer français en 1937.
Désormais, elle ne sert qu'à des fins touristiques, étant une étape du « train des mouettes » qui permet de découvrir les marais de la Seudre et les ports ostréicoles de la presqu'île d'Arvert.
Les gares SNCF en fonction les plus proches sont celles de Royan et de Saujon.

#### Transports aériens
L'aéroport le plus proche est celui de Rochefort - Saint-Agnant, à environ 25 kilomètres au nord. L'aéroport de La Rochelle-Île de Ré, à 50 kilomètres au nord, permet de relier quelques grandes villes françaises, comme Paris ou Lyon, ainsi que les Îles Britanniques ou l'Europe du Nord. À environ 100 kilomètres au sud-est de la commune, l'aéroport de Bordeaux - Mérignac est un aéroport international permettant des liaisons vers de nombreux pays.
L'aérodrome de Marennes-Saint-Just, à environ 10 kilomètres, et l'aérodrome de Royan-Médis, à environ 20 kilomètres, sont réservés à l'aviation légère.

### Climat
Le climat dont bénéficie la Charente-Maritime est un climat océanique tempéré de type aquitain, marqué par un ensoleillement moyen assez important : avec 2 250 heures par an, il est comparable à celui que connaît une partie de la côte méditerranéenne. La pluviosité y est modérée, les précipitations ne dépassant pas 1 200 mm par an. Les températures, quant à elles, varient en moyenne de +5 °C en hiver à +20 °C en été.
Les îles et l'ensemble du littoral de la Charente-Maritime se caractérisent par un climat particulièrement doux en hiver, et rafraîchissant l'été, grâce aux influences océaniques perpétuellement en mouvement (brise marine). Ces conditions climatiques favorables, toujours soumises aux influences de l'océan Atlantique, ont favorisé un véritable microclimat de type sub-aquitain et l'existence d'une végétation déjà méridionale. Ainsi la flore se caractérise-t-elle par la présence étonnante de lauriers-roses, eucalyptus, agaves, et même les mimosas se mettent à fleurir dès le mois de janvier. Aux essences déjà méridionales du chêne vert (ou yeuse) et du cyste, s'ajoutent une forte présence de palmiers, figuiers, orangers et même oliviers. Pour autant, l'arbre-roi est ici le pin (maritime, parasol) qui s'épanouit dans la forêt de la Coubre.
Il existe un contraste entre le littoral, assez sec et ensoleillé et l'intérieur des terres, davantage pluvieux. La pluviométrie passe ainsi de 750 mm sur le littoral à 950 mm en Haute-Saintonge.

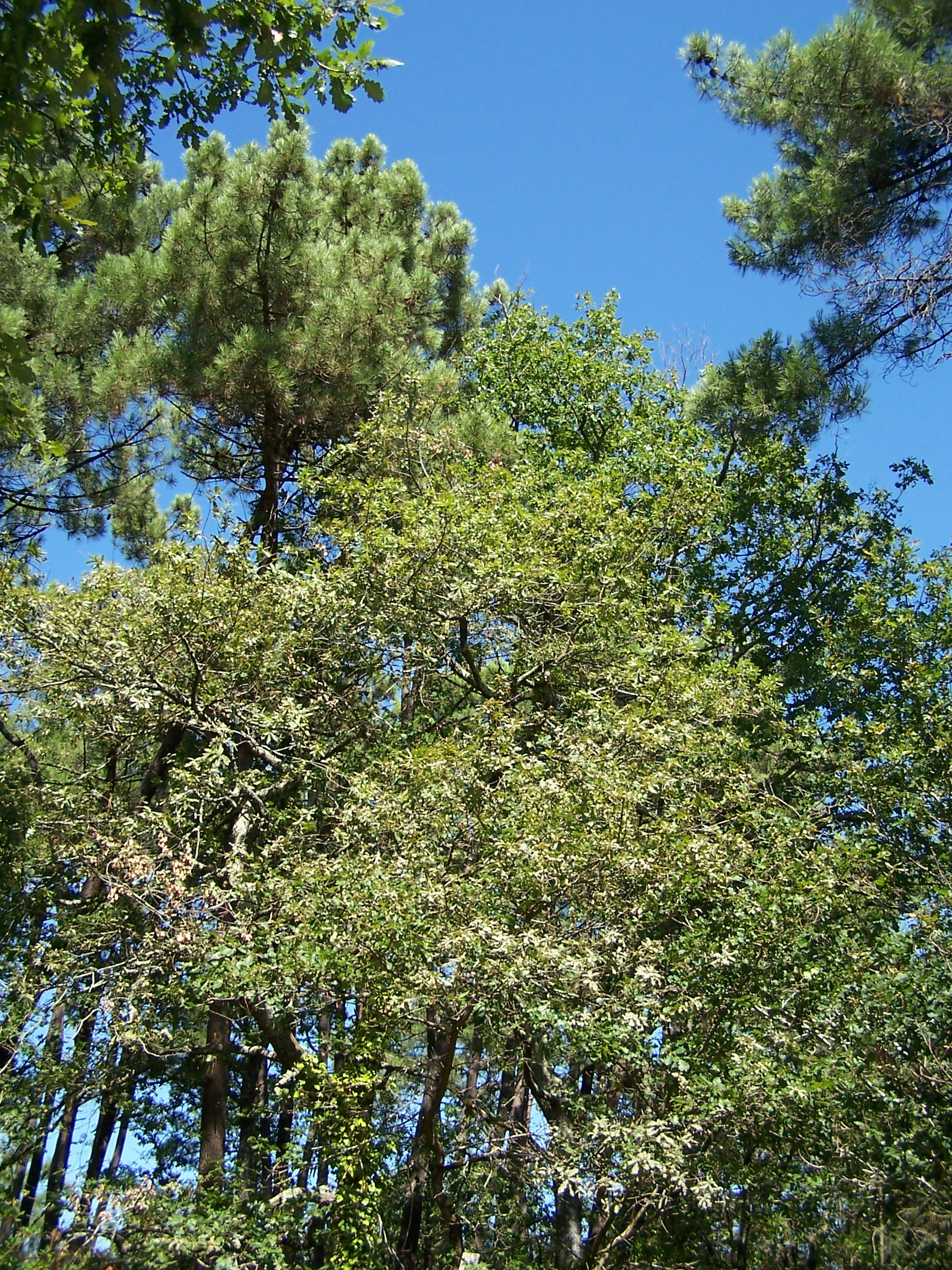
Pins maritimes dans la forêt domaniale de la Coubre.

Les relevés de la station météorologique de La Rochelle entre 1946 et 2000 permettent de déterminer quelques dates majeures au point de vue climatique en Charente-Maritime : ainsi, au cours de ce laps de temps, la température la plus froide est relevée le 15 février 1956 : −13,6 °C. 
Un pic de température (dépassé seulement au cours de la canicule de 2003) est atteint le 8 juillet 1982 avec près de 39 °C à l'ombre. 
Si 1953 est considérée comme l'année la plus sèche, 2000 est au contraire la plus pluvieuse.
La Charente-Maritime est le département français qui a été le plus durement touché par la tempête Martin du 27 décembre 1999. Les records nationaux de vents enregistrés ont été atteints avec 198 km/h sur l'île d'Oléron et 194 km/h à Royan. D'importants dégâts matériels sont relevés dans la commune (chute d'arbres, toitures arrachées, réseaux électriques et téléphoniques endommagés, infrastructures routières coupées).
Un an après le passage de la tempête Klaus (janvier 2009), la commune est sévèrement touchée par la tempête Xynthia (février 2010). Des rafales de vent atteignant les 137 km/h balaient la région royannaise, tandis que d'importantes inondations touchent une grande partie du quartier balnéaire de Ronce-les-Bains, où l'eau s'étend sur près de 10 hectares.
Des opérations de secours et de sécurisation sont menées par les sapeurs-pompiers ainsi que par la gendarmerie, et une partie de la population est évacuée préventivement. Sur le port, quelques cabanes, pontons et bateaux sont détruits, mais aucune perte humaine n'est à déplorer.

#### Données générales
| Ville             | Ensoleillement · (h/an) | Pluie · (mm/an) | Neige · (j/an) | Orage · (j/an) | Brouillard · (j/an) |
| ----------------- | ----------------------- | --------------- | -------------- | -------------- | ------------------- |
| Médiane nationale | 1 852                   | 835             | 16             | 25             | 50                  |
| La Tremblade      | 2 250                   | 755             | 1              | 13             | 26                  |
| Paris             | 1 717                   | 634             | 13             | 20             | 26                  |
| Nice              | 2 760                   | 791             | 1              | 28             | 2                   |
| Strasbourg        | 1 747                   | 636             | 26             | 28             | 69                  |
| Brest             | 1 555                   | 1 230           | 6              | 12             | 78                  |
| Bordeaux          | 2 070                   | 987             | 3              | 32             | 78                  |

| Mois                              | jan. | fév. | mars | avril | mai  | juin | jui. | août | sep. | oct. | nov. | déc. | année |
| --------------------------------- | ---- | ---- | ---- | ----- | ---- | ---- | ---- | ---- | ---- | ---- | ---- | ---- | ----- |
| Température minimale moyenne (°C) | 3,4  | 2,8  | 5,4  | 7,4   | 10,7 | 13,7 | 15,8 | 15,7 | 13,7 | 10,5 | 6,3  | 3,9  | 9,2   |
| Température moyenne (°C)          | 5,9  | 6,9  | 8,7  | 11,1  | 14,3 | 17,5 | 19,8 | 19,6 | 17,8 | 14,2 | 9,4  | 6,6  | 12,7  |
| Température maximale moyenne (°C) | 8,5  | 9,9  | 12,1 | 14,7  | 17,9 | 21,3 | 23,8 | 23,5 | 21,8 | 18   | 12,6 | 9,2  | 16,1  |
| Ensoleillement (h)                | 84   | 111  | 174  | 212   | 239  | 272  | 305  | 277  | 218  | 167  | 107  | 85   | 2 250 |
| Précipitations (mm)               | 82,5 | 66,1 | 57   | 52,7  | 61,1 | 42,9 | 35,1 | 46,4 | 56,5 | 81,6 | 91,8 | 81,8 | 755,3 |

### Environnement
« Parfumée par l'odeur de la résine, la forêt est au printemps toute embaumée par le parfum des genêts et des ajoncs dont le jaune éclatant forme avec le vert des arbres une symphonie de couleur. Quelle charmante randonnée, pour qui goûte les longues promenades solitaires, que de gagner Ronce-les-Bains par la forêt de la Coubre ! »

— Louis Desgraves, La Saintonge, 1977 —
La commune de La Tremblade est constituée à 78 % de forêts et d'espaces semi-naturels (massif forestier de la Coubre essentiellement), le reste du territoire étant partagé entre zones humides (9 %), surfaces agricoles (6 %) et artificialisées (6 %).

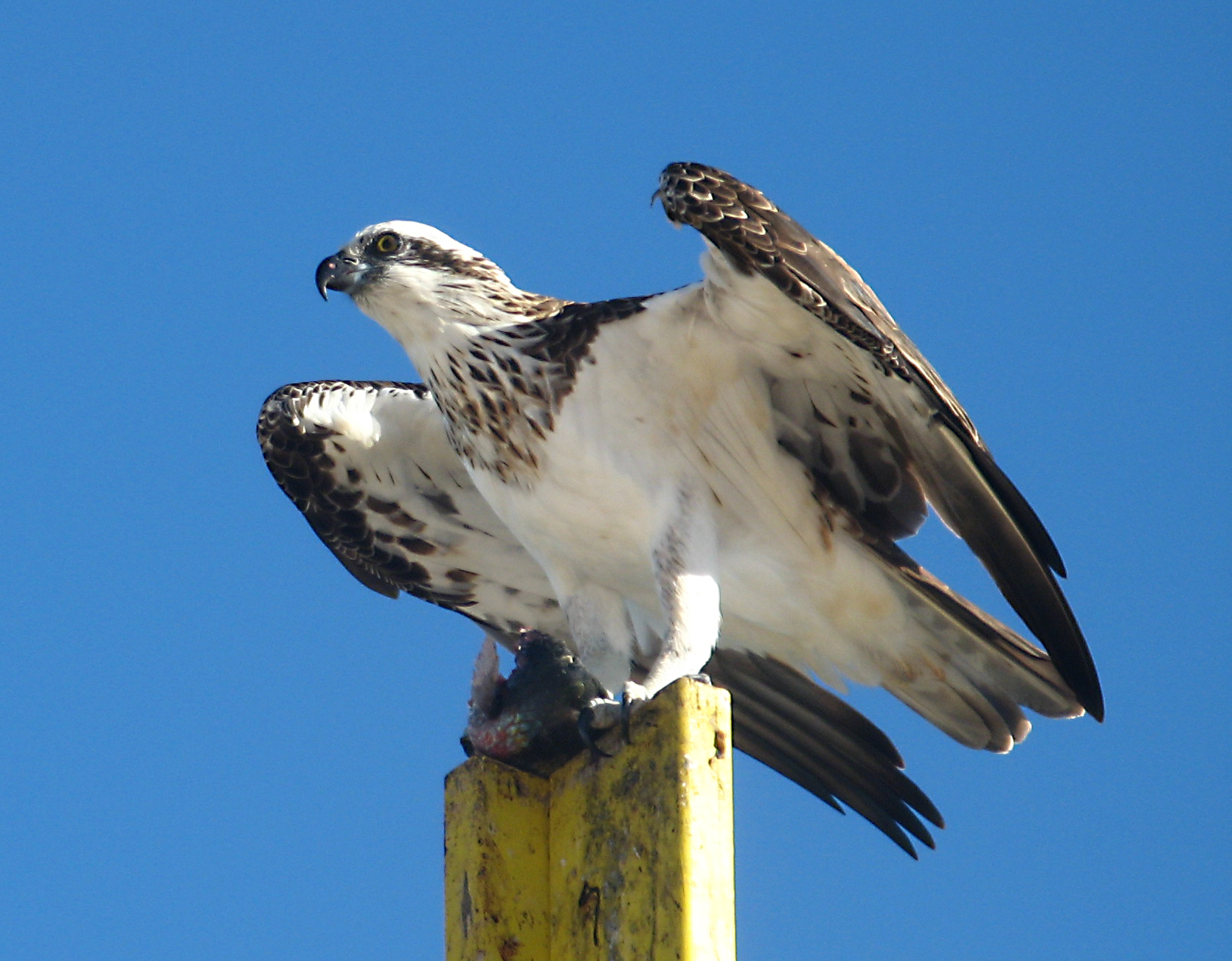
Le balbuzard pêcheur vient nicher en presqu'île d'Arvert.

Une partie du territoire communal est intégrée à une zone protégée en raison du caractère unique de son écosystème (forêt sempervirente, prairies humides, prairies mésophiles, dunes vives). La forêt de la Coubre est inscrite dans une zone naturelle d'intérêt écologique, faunistique et floristique de classe I (petits espaces homogènes) mais aussi de classe II (grands espaces naturels riches). Les marais du Galon d'or et les marais de Seudre bénéficient également de protections en raison de leur richesse et de leur diversité. Parmi les principales espèces animales endémiques figurent la loutre, le cerf, le chevreuil, le sanglier, une petite tortue, la cistude d'Europe, le lézard des murailles, le triton palmé ou encore un coléoptère, le lucane cerf-volant. La flore est tout aussi riche et se caractérise par de vastes étendues de pins maritimes, de chênes verts, et de chênes pubescents, ponctuées d'essences moins communes telles que les robiniers faux-acacia, les arbousiers et les ailantes glanduleux. Les zones marécageuses voient s'épanouir saules, aulnes et peupliers. La zone naturelle d'intérêt écologique, faunistique et floristique de classe I intéresse 88 % du territoire communal, tandis que celle de classe II concerne 89 % de ce même espace.
La directive oiseau (protection des oiseaux et de leur biotope) couvre une zone de reproduction et d'hivernage correspondant à 13 % de la commune. Les estuaires de la Gironde et de la Seudre bénéficient d'une protection spéciale dans le cadre du réseau de protection des espaces naturels de grande valeur patrimoniale Natura 2000. Vasières et roselières de la Seudre, mais également Bonne Anse constituent d'importantes étapes migratoires, d'hivernage et/ou de reproduction pour de nombreuses espèces d'oiseaux (busard cendré, cigogne blanche, engoulevent d'Europe, balbuzard pêcheur, spatule blanche, butor étoilé, héron cendré, martin-pêcheur d'Europe),,.
Enfin, la commune s'inscrit depuis 2015 dans le périmètre du parc naturel marin de l'estuaire de la Gironde et de la mer des Pertuis, dont le siège est situé dans la commune voisine de Marennes.
La commune a jusqu'à présent (2010) fait l'objet de dix arrêtés de reconnaissance de catastrophe naturelle, dont huit pour des inondations dues soit à des crues (trois arrêtés), à des ruissellement et coulées de boue (trois arrêtés) ou encore à des submersions marines (deux arrêtés). Deux autres arrêtés concernent des mouvements de terrain. La commune abrite deux établissements (non Seveso) susceptibles de présenter des risques technologiques potentiels.

#### Gestion de l'eau

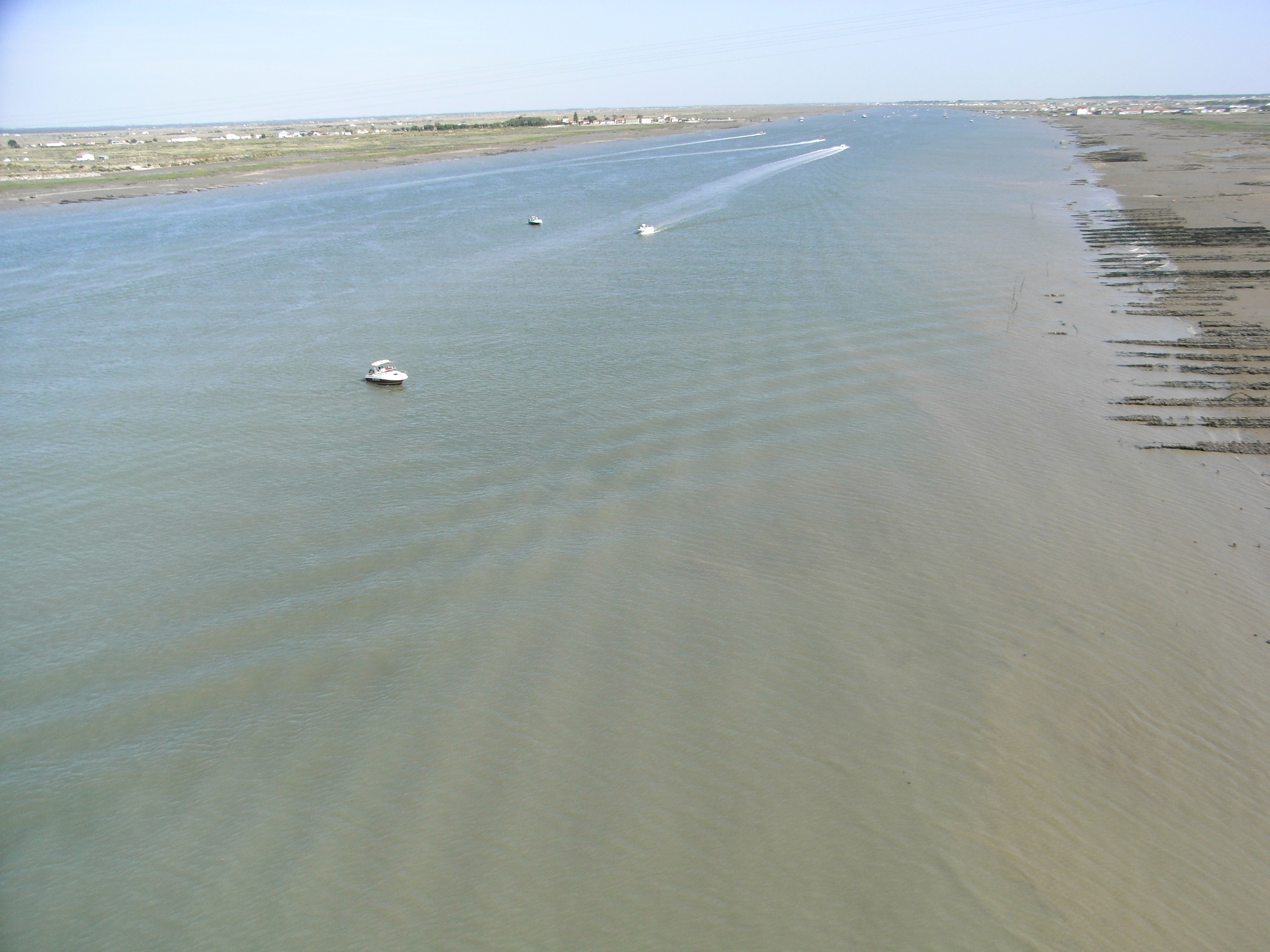
L'estuaire de la Seudre à hauteur de La Tremblade.

La Tremblade dépend de l'agence de l'eau Adour-Garonne, établissement public chargé de la protection de l'eau et des milieux aquatiques dans le Grand Sud-Ouest. La commune, qui dispose d'un château d'eau, est également alimentée par le réservoir d'Arvert.
La gestion de l'assainissement de la commune, quant à elle, est transférée à la communauté d'agglomération. Les eaux usées sont traitées par une station d'épuration située dans la commune (STEP de La Tremblade), une des cinq unités de traitement des eaux usées de la communauté d'agglomération Royan Atlantique (avec Saint-Palais-sur-Mer, Saint-Georges-de-Didonne, Cozes et Les Mathes).
D'une capacité de 24 000 équivalents habitants, elle utilise un procédé à boues activées (déshydratation des boues par centrifugation).

#### Gestion des déchets
La collecte des ordures ménagères (conteneurs verts) est effectuée deux fois par semaine, le lundi et le jeudi soir. Celle des emballages ménagers recyclables (conteneurs jaunes) est réalisée le samedi soir, et celle des déchets végétaux, le vendredi soir. Des colonnes de recyclage du verre sont disponibles en de nombreux points de la commune. Par ailleurs, deux déchèteries sont à disposition des habitants, dans la commune mais aussi à Chaillevette. Le service est gratuit et réservé aux particuliers. Une déchèterie spécialisée est mise à disposition des professionnels à Saint-Sulpice-de-Royan (Zone d'activités de la Queue de l'âne, en direction de Royan).
Les ordures sont ensuite acheminées par camion vers le centre de transfert de Médis, puis, de là, des camions gros porteurs les acheminent vers le centre d'enfouissement de Clérac.

## Urbanisme

### Typologie
Au 1er janvier 2024, La Tremblade est catégorisée petite ville, selon la nouvelle grille communale de densité à 7 niveaux définie par l'Insee en 2022.
Elle appartient à l'unité urbaine de La Tremblade, une agglomération intra-départementale dont elle est ville-centre,. Par ailleurs la commune fait partie de l'aire d'attraction de La Tremblade, dont elle est la commune-centre,. Cette aire, qui regroupe 3 communes, est catégorisée dans les aires de moins de 50 000 habitants,.
La commune, bordée par l'océan Atlantique, est également une commune littorale au sens de la loi du 3 janvier 1986, dite loi littoral. Des dispositions spécifiques d’urbanisme s’y appliquent dès lors afin de préserver les espaces naturels, les sites, les paysages et l’équilibre écologique du littoral, tel le principe d'inconstructibilité, en dehors des espaces urbanisés, sur la bande littorale des 100 mètres, ou plus si le plan local d’urbanisme le prévoit.

### Occupation des sols
L'occupation des sols de la commune, telle qu'elle ressort de la base de données européenne d’occupation biophysique des sols Corine Land Cover (CLC), est marquée par l'importance des forêts et milieux semi-naturels (76,5 % en 2018), en diminution par rapport à 1990 (78,5 %). La répartition détaillée en 2018 est la suivante : 
forêts (68,7 %), zones humides côtières (9,4 %), zones urbanisées (7,8 %), milieux à végétation arbustive et/ou herbacée (5,5 %), espaces ouverts, sans ou avec peu de végétation (2,3 %), prairies (2,2 %), zones agricoles hétérogènes (1,8 %), terres arables (1,2 %), eaux continentales (0,5 %), eaux maritimes (0,5 %), espaces verts artificialisés, non agricoles (0,1 %). L'évolution de l’occupation des sols de la commune et de ses infrastructures peut être observée sur les différentes représentations cartographiques du territoire : la carte de Cassini (XVIIIe siècle), la carte d'état-major (1820-1866) et les cartes ou photos aériennes de l'IGN pour la période actuelle (1950 à aujourd'hui).

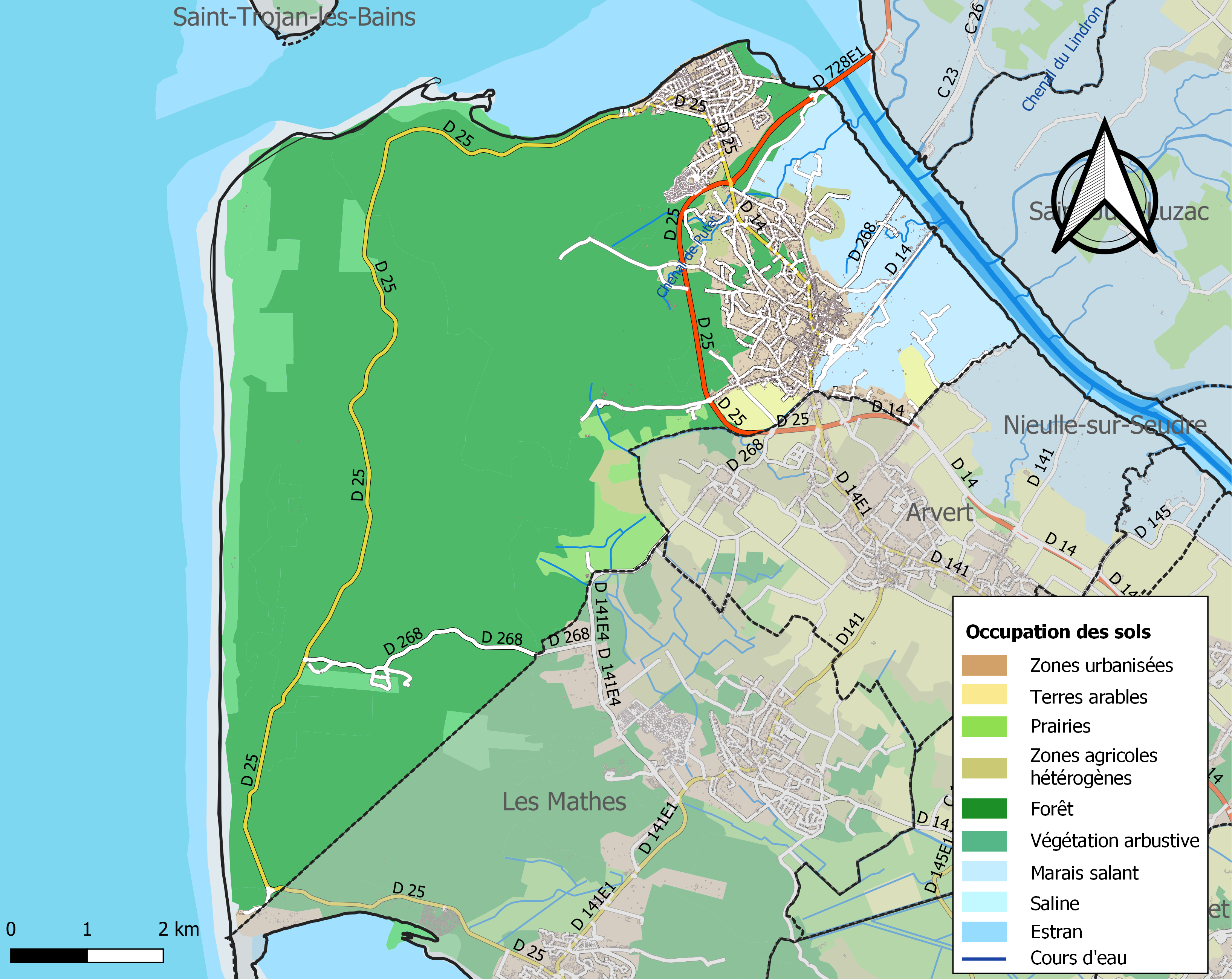
Carte des infrastructures et de l'occupation des sols de la commune en 2018 (CLC).

### Risques majeurs
Le territoire de la commune de La Tremblade est vulnérable à différents aléas naturels : météorologiques (tempête, orage, neige, grand froid, canicule ou sécheresse), inondations, feux de forêts, mouvements de terrains et séisme (sismicité modérée). Il est également exposé à un risque technologique, le transport de matières dangereuses. Un site publié par le BRGM permet d'évaluer simplement et rapidement les risques d'un bien localisé soit par son adresse soit par le numéro de sa parcelle.

#### Risques naturels
La commune fait partie du territoire à risques importants d'inondation (TRI) du littoral charentais-maritime, regroupant 40 communes concernées par un risque de submersion marine de la zone côtière, un des 21 TRI qui ont été arrêtés fin 2012 sur le bassin Adour-Garonne et confirmé en 2018 lors du second cycle de la Directive inondation, mais annulé en 2020. Les submersions marines les plus marquantes des XXe et XXIe siècles antérieures à 2019 sont celles liées à la tempête du 9 février 1924, à la tempête du 15 février 1957, aux tempêtes Lothar et Martin des 26 et 27 décembre 1999 et à la tempête Xynthia des 27 et 28 février 2010. D’une violence exceptionnelle, la tempête Xynthia a fortement endommagé le littoral de la Charente Maritime : douze personnes ont perdu la vie (essentiellement par noyade), des centaines de familles ont dû être relogées, et, sur un linéaire de l’ordre de 400 km de côte et de 225 km de défenses contre la mer, environ la moitié de ces ouvrages a subi des dommages plus ou moins importants. C’est environ 5 000 à 6 000 bâtiments qui ont été submergés et 40 000 ha de terres agricoles. La commune a été reconnue en état de catastrophe naturelle au titre des dommages causés par les inondations et coulées de boue survenues en 1982, 1999 et 2010,.
La Tremblade est exposée au risque de feu de forêt du fait de la présence sur son territoire du massif de la presqu’île d’Arvert, un massif classé à risque dans le plan départemental de protection des forêts contre les incendies (PDPFCI), élaboré pour la période 2017-2026 et qui fait suite à un plan 2007-2016. Les mesures individuelles de prévention contre les incendies sont précisées par divers arrêtés préfectoraux et s’appliquent dans les zones exposées aux incendies de forêt et à moins de 200 mètres de celles-ci. L’article L.131-1 du code forestier et l’arrêté du 2 décembre 2020 règlementent l'emploi du feu en interdisant notamment d’apporter du feu, de fumer et de jeter des mégots de cigarette dans les espaces sensibles et sur les voies qui les traversent sous peine de sanctions. Un autre arrêté du 2 décembre 2020 rend le débroussaillement obligatoire, incombant au propriétaire ou ayant droit,,,.

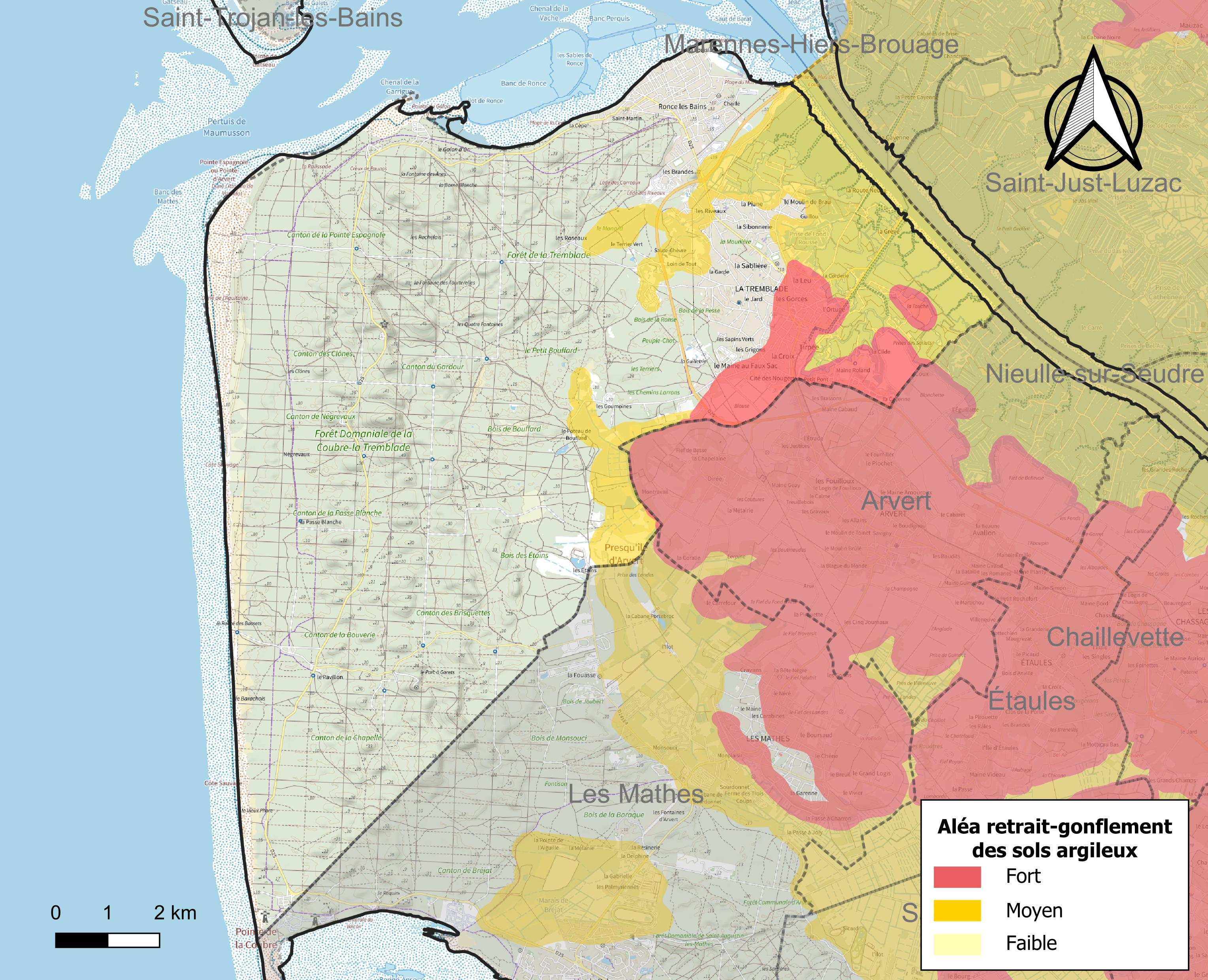
Carte des zones d'aléa retrait-gonflement des sols argileux de La Tremblade.

Les mouvements de terrains susceptibles de se produire sur la commune sont des tassements différentiels.
Le retrait-gonflement des sols argileux est susceptible d'engendrer des dommages importants aux bâtiments en cas d’alternance de périodes de sécheresse et de pluie. 19,5 % de la superficie communale est en aléa moyen ou fort (54,2 % au niveau départemental et 48,5 % au niveau national). Sur les 4 555 bâtiments dénombrés sur la commune en 2019, 1 603 sont en aléa moyen ou fort, soit 35 %, à comparer aux 57 % au niveau départemental et 54 % au niveau national. Une cartographie de l'exposition du territoire national au retrait gonflement des sols argileux est disponible sur le site du BRGM,.
Par ailleurs, afin de mieux appréhender le risque d’affaissement de terrain, l'inventaire national des cavités souterraines permet de localiser celles situées sur la commune.
Concernant les mouvements de terrains, la commune a été reconnue en état de catastrophe naturelle au titre des dommages causés par la sécheresse en 1989, 2003 et 2005 et par des mouvements de terrain en 1999 et 2010.

#### Risques technologiques
Le risque de transport de matières dangereuses sur la commune est lié à sa traversée par une ou des infrastructures routières ou ferroviaires importantes ou la présence d'une canalisation de transport d'hydrocarbures. Un accident se produisant sur de telles infrastructures est susceptible d’avoir des effets graves sur les biens, les personnes ou l'environnement, selon la nature du matériau transporté. Des dispositions d’urbanisme peuvent être préconisées en conséquence.

## Toponymie
Le nom de la commune vient très probablement de la présence de trembles dans les forêts de la région, au Moyen Âge.
Durant la Révolution, la commune porte le nom de Réunion-sur-Seudre.
Le 8 janvier 2015, au lendemain du sanglant attentat contre Charlie Hebdo qui choque une grande partie de la planète, le maire de la ville, Jean-Pierre Tallieu, prend l'initiative de baptiser une place publique « Je suis Charlie » afin de perpétuer le souvenir des victimes. Une plaque provisoire est inaugurée le samedi 10 janvier, et devait être remplacée par une signalétique pérenne dans les semaines qui suivent, « une fois accomplies toutes les formalités administratives nécessaires pour enregistrer la nouvelle dénomination ». Au mois de janvier 2016, la place est finalement rebaptisée « Nous sommes Charlie ».

## Histoire

### Les premières communautés
Le site de La Tremblade est occupé dès la Préhistoire, comme en témoignent de nombreux objets de la vie quotidienne (grattoirs et bifaces datant du Paléolithique, haches polies, vases et restes de céramiques du Néolithique) regroupés dans une salle de l'hôtel de ville. Cette partie de la presqu'île d'Arvert présente à cette époque un aspect bien différent d'aujourd'hui, formant un promontoire rocheux battu par les flots de l'océan (pointe de Brau). Au cours des siècles, alluvions fluviatiles et marines s'accumulent au point de former de nouvelles terres, vastes étendues désertiques couvertes de dunes mouvantes, de forêts inhospitalières (forêt de Salis) ou de marécages insalubres (étang de Barbareu).

Localisation de La Tremblade au bord de la Seudre (image satellite SPOT).

En 1189, cette contrée sauvage est cédée aux moines de l'ordre de Grandmont par Gombeau, seigneur de Mornac. Cinq religieux sont envoyés par la maison-mère afin de fonder un petit monastère, à charge pour eux de défricher et mettre en valeur le site, mais aussi de surveiller les côtes et de porter secours aux éventuels naufragés. La forêt, essartée, laisse peu à peu la place à des potagers, des marais salants, des moulins, des viviers. Une population d'artisans et de paysans se regroupe autour de ce monastère dit « Notre-Dame de La Garde ». Une seconde communauté monastique s'installe dans les parages peu après, fondant un prieuré dit « Notre-Dame de La Couronne ». Enfin, au sud-ouest de la presqu'île d'Arvert, au bord d'un chenal (chenal du Barrachois) et à proximité d'un étang (étang de Buze), tous deux aujourd'hui disparus, se développe le village de Buze, sur des terres concédées aux clunisiens par Aléard de Mornac en 1166. Sa situation au cœur des massifs dunaires en constant déplacement (on dit alors que « Les dunes marchent en Arvert ») expose cette communauté à bien des périls. Au gré des tempêtes, les dunes recouvrent les maisons, les champs, la léproserie et les bâtiments d'exploitation adjacents. L'église elle-même n'est pas épargnée et au XVIe siècle, cet ultime témoignage du village de Buze est définitivement enseveli à son tour. Les maigres vestiges de l'église sont, aujourd'hui encore, de temps à autre découverts par le vent et les éléments.
Autour du monastère de La Garde, moins exposé, l'habitat se densifie et, au XIIIe siècle, une charte évoque pour la première fois le hameau de « Trembledam », probablement nommé de la sorte en raison des trembles qui devaient constituer l'essence dominante des forêts environnantes.

### Un bastion du protestantisme
Au XVIe siècle, les idées réformées s'implantent avec succès dans les provinces d'Aunis et de Saintonge. Des hommes tels que Philibert Hamelin (fondateur des églises réformées du pays d'Arvert et d'Oléron) organisent les communautés naissantes. Les autorités réagissent sans grande constance, et aux périodes de relative tolérance succèdent des vagues de persécutions. Philibert Hamelin est arrêté en 1557, étranglé puis brûlé. Au cours des guerres de religion, la terreur change de camp et les catholiques sont inquiétés. Les monastères de La Garde et de La Couronne sont mis à sac, les moines sont dispersés et les bâtiments affermés. Ces guerres fratricides prennent fin avec la promulgation de l'édit de Nantes. À l'issue de cette série de conflits, la population du village reste presque entièrement protestante.

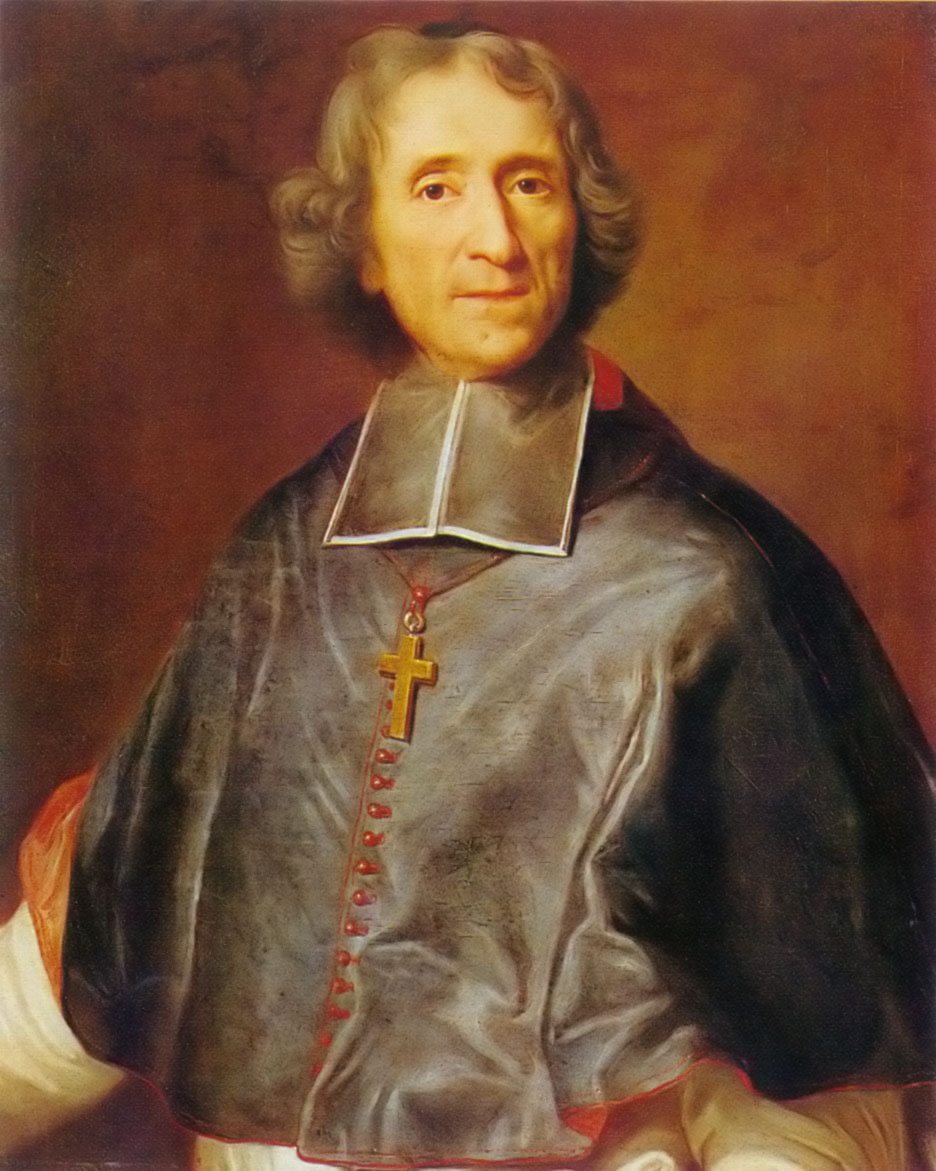
Fénelon est envoyé en mission en Arvert en 1686 afin de « raisonner » les Protestants.

Aux XVIIe et XVIIIe siècles, le port de La Tremblade est une plaque tournante servant au ravitaillement des navires en partance pour la Nouvelle-France. On y arme également « pour aller à la pesche du poisson vert au grand banc de Terreneuve » (album de Colbert). Plusieurs chantiers navals y sont implantés, de même que des magasins et des ateliers de la marine royale. On y radoube des navires tels que « La Renommée » du commandant Foran (1662) ou encore « Le Grand » du capitaine Jehan de Lestrille (1675). François de Vendôme, duc de Beaufort, y fait armer ses navires en vue de ses expéditions en Afrique. Il est un temps question d'établir sur ce site le grand arsenal du Ponant voulu par le roi Louis XIV. Cependant, les courants potentiellement dangereux d'Oléron et de la passe de Maumusson décident Colbert à retenir un autre site, un petit village perdu au milieu des marais, à une vingtaine de kilomètres plus au nord : la future ville de Rochefort.
L'ostréiculture est relancée vers 1650 par Charles et Blanche de Chapeleine. En quelques années, les huîtres vertes des « Isles d'Arvert » deviennent un mets recherché. Dégustées crues ou marinées, elles sont prisées du roi Louis XIV et de la noblesse française. Cette activité reste cependant discrète, la richesse de La Tremblade étant principalement fondée sur son port et ses marais salants.
La confiscation du temple sur ordre des autorités royales en 1681 ouvre la voie à de nouvelles persécutions envers les Protestants. Des processions solennelles sont organisées, en présence de hauts responsables locaux (ainsi de l'intendant d'Aunis, cette même année). Les fidèles de la « RPR » (Religion prétendue réformée) sont instamment priés de se convertir à la « vraie foi ». Nombre d'entre eux refusent et s'exilent vers des cieux plus cléments. L'hémorragie est telle que Fénelon est dépêché sur place afin de tenter de raisonner les « brebis égarées ». Sa mission, entamée le 6 février 1686, se solde par un échec total. Désormais, le pouvoir va utiliser une tactique plus radicale : l'envoi des Dragons du roi, qui ne parviennent cependant pas à empêcher nombre d'habitants de s'enfuir.

### L'essor d'une ville
Au XVIIIe siècle, par un retournement de situation démographique, le village, qui n'est même pas une paroisse à part entière, compte une population plus importante que le chef-lieu de la baronnie dont il dépend, Arvert. Le village s'émancipe en 1749 en devenant une paroisse indépendante, et en 1758, le maréchal de Sénecterre, baron d'Arvert, transfère la maison seigneuriale à La Tremblade. La voie est tracée pour que le village, qui compte environ 2 000 habitants à la veille de la Révolution, devienne chef-lieu du canton nouvellement créé en 1790. Une section de la société patriotique des « Amis de la Constitution » (nom officiel des Jacobins), s'organise ici comme dans de nombreuses villes et villages de France. Elle ouvre un « Temple de la Liberté » le 27 décembre 1791.

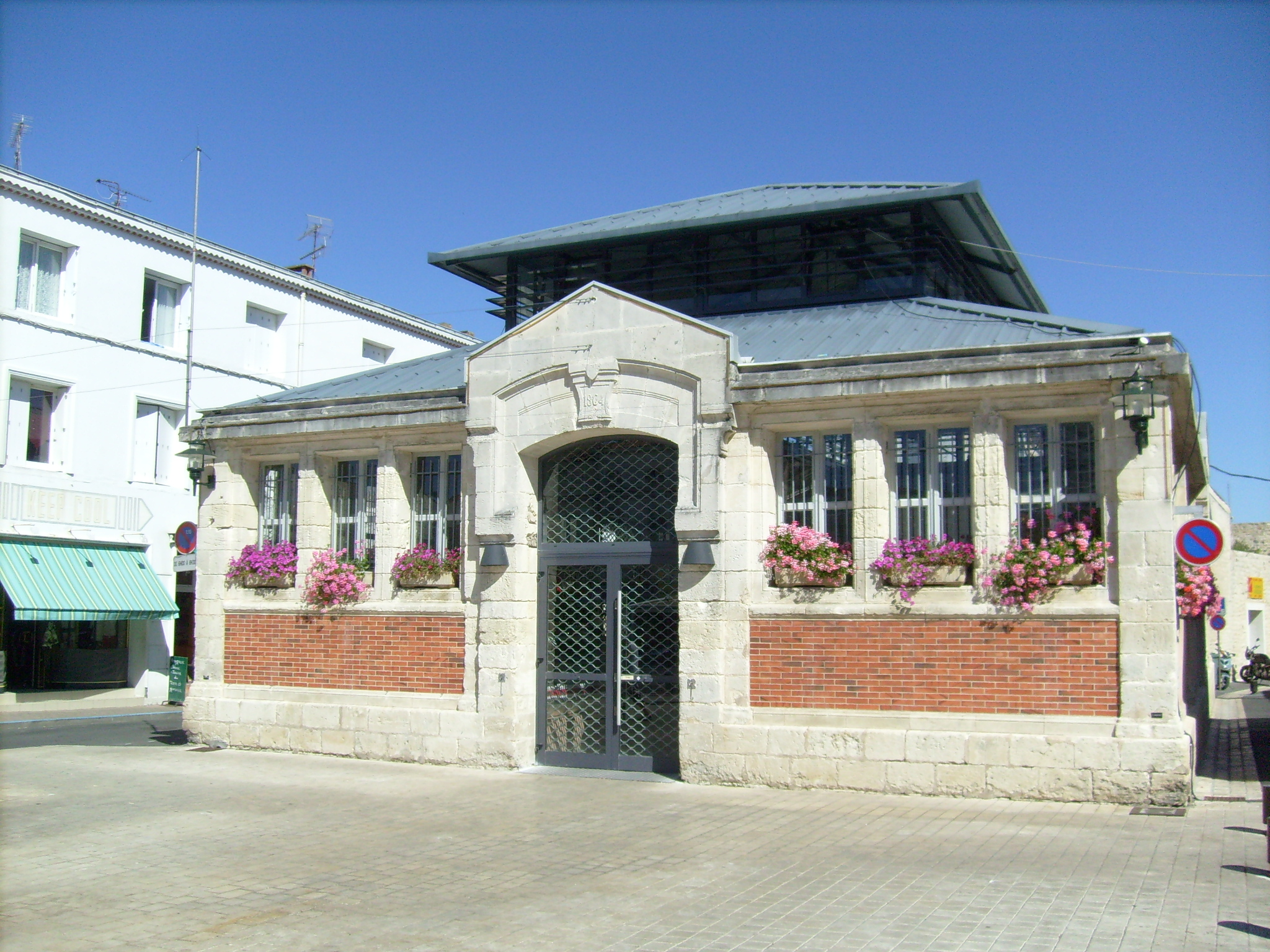
Les halles sont construites en 1864.

Sous la Terreur, le village porte quelque temps le nom de « La Réunion-sur Seudre ». En 1794, le marquis de Conflans, dernier seigneur d'Arvert et La Tremblade, est forcé de céder son domaine à la République.
Au cours du XIXe siècle, la ville se dote de nouveaux équipements (église, temple, marché couvert, chemin de fer) et devient un centre économique important du département. L'ostréiculture révolutionne l'économie locale, fondée sur la pêche, l'agriculture (production de froment, de maïs et de seigle), la viticulture (production de vin blanc, d'eau de vie et de vinaigre) et qui se tourne de plus en plus vers le tourisme. En 1876, La Tremblade est classée 5e port de France après La Rochelle, avec un trafic estimé à 8 300 tonnes (huîtres, sel, produits de la pêche). De nombreuses villas balnéaires sont bâties au bord de l'océan, à l'ouest de la commune, selon un plan en damier établi par Joseph-Édouard Perraudeau de Beaufief, l'une des premières étant la villa « La cigogne », édifiée en 1860 : l'embryon du futur quartier balnéaire de Ronce-les-Bains. En 1862, un médecin parisien, le docteur Brochard, publie une brochure intitulée « Des bains de mer à La Tremblade », contribuant ainsi au développement de la station.
En 1940, la ville est occupée par les troupes allemandes. Lors de leur évacuation, en février 1945, celles-ci incendient le centre-ville, avant de se retrancher dans les blockhaus de la forêt de La Coubre. Les Alliés (158e régiment d'infanterie) débarquent au Mus-de-loup le 14 avril 1945 et libèrent la ville, événement commémoré par une stèle édifiée en 1984.

## Politique et administration

### Administration municipale
De 1789 à 1799, en vertu de la loi du 14 décembre 1789, les agents municipaux (maires) sont élus au suffrage direct pour 2 ans et rééligibles, par les citoyens actifs de la commune âgés d'au moins 25 ans, contribuables payant une contribution au moins égale à 3 journées de travail dans la commune. Sont éligibles ceux qui paient un impôt équivalent au moins à dix journées de travail.
De 1799 à 1848, La constitution du 22 frimaire an VIII (13 décembre 1799) revient sur l’élection du maire, les maires sont nommés par le préfet pour les communes de moins de 5 000 habitants. La Restauration instaure la nomination des maires et des conseillers municipaux. Après les lois organiques 1831, les maires sont nommés (par le roi pour les communes de plus de 3 000 habitants, par le préfet pour les plus petites), mais les conseillers municipaux sont élus au suffrage censitaire pour six ans.
Du 3 juillet 1848 à 1851, les maires sont élus par le conseil municipal pour les communes de moins de 6 000 habitants.
De 1851 à 1871, les maires sont nommés par le préfet, pour les communes de moins de 3 000 habitants et pour 5 ans à partir de 1855. Après 1871, les maires sont de nouveau élus, sauf dans les chefs-lieux (de départements, d'arrondissements ou de cantons).
Ce n'est que le 28 mars 1882, qu'une loi sur l’organisation municipale (encore en vigueur) est votée, et qui régit le principe de l'élection du maire et des adjoints par le conseil municipal, quelle que soit l'importance de la commune (sauf pour Paris). La loi du 5 avril 1884 fixe le mandat à quatre ans, durée portée le 10 avril 1929 à six ans.
De par sa taille, la commune dispose d'un conseil municipal de 27 membres (article L2121-2 du Code général des collectivités territoriales). Lors du scrutin de 2008, Jean-Pierre Tallieu (Liste majorité-centriste) arrive en tête avec 69,99 % des voix (1553 voix), devant Claudie Rousselot (Liste d'union de la gauche), qui récolte quant à elle 30,01 % des voix (666 voix). En conséquence de quoi le conseil municipal désigne Jean-Pierre Tallieu comme maire de la commune.

### Région
À la suite de la réforme administrative de 2014 ramenant le nombre de régions de France métropolitaine de 22 à 13, la commune appartient depuis le 1er janvier 2016 à la région Nouvelle-Aquitaine, dont la capitale est Bordeaux. De 1972 au 31 décembre 2015, elle a appartenu à la région Poitou-Charentes, dont le chef-lieu était Poitiers.

### Canton
La Tremblade est le chef-lieu et la première agglomération du canton de La Tremblade, qui regroupe neuf communes (Arvert, Breuillet, Étaules, Chaillevette, Les Mathes, Mornac-sur-Seudre, Saint-Augustin, Saint-Palais-sur-Mer et La Tremblade) et 22 331 habitants (en 2012).

### Intercommunalité
La Tremblade est une des 33 communes de la Communauté d'agglomération Royan Atlantique, structure intercommunale centrée sur Royan.

### Tendances politiques
L'analyse des résultats de l'élection présidentielle de 2007 montre une poussée de l'électorat de droite, tant au premier qu'au second tour du scrutin. Le candidat de l'UMP Nicolas Sarkozy obtient ainsi 33,82 % au premier tour, devançant la candidate du PS Ségolène Royal (23,73 %) et le candidat du MoDem François Bayrou (15,65 %). Au second tour, Nicolas Sarkozy consolide sa position, obtenant 58,97 % des suffrages et une avance de plus de 16 % sur son adversaire Ségolène Royal, qui totalise quant à elle 41,03 % des suffrages exprimés. Le taux d'abstention du premier tour (18,24 %) et du second tour (17,44 %) est peu ou prou conforme aux moyenne enregistrées dans le reste de l'hexagone (16,23 % et 16,03 %).
Cette prédominance de la droite se confirme également au cours des élections législatives qui suivent, Didier Quentin conservant son siège de député de la cinquième circonscription de la Charente-Maritime, obtenant 55,08 % des voix dans la commune. Les élections régionales de 2010 sont plus nuancées, montrant une quasi-égalité des forces en présence, avec toutefois un léger avantage pour la liste UMP conduite par Dominique Bussereau, qui obtient la confiance de 50,60 % des électeurs, contre 49,40 % pour Ségolène Royal. Le taux d'abstention atteint cependant un niveau considérable, soit 46,45 % des inscrits. Un peu moins d'un électeur sur deux ne s'est pas déplacé ! Par rapport aux élections régionales de 2004, ce score est également un renversement de tendance, la liste conduite par Ségolène Royal ayant à l'époque obtenu 44,60 %, devant la liste UMP conduite par Élizabeth Morin, qui récoltait pour sa part 41,91 % des voix. La liste FN de Jean-Romée Charbonneau se retrouvait en position d'arbitre, ayant obtenu 13,49 % des scrutins.
Résultats du second tour des élections présidentielles de 2007 :
- élection présidentielle de 2007 : 58,97 % pour Nicolas Sarkozy (UMP), 41,03 % pour Ségolène Royal (PS). Participation : 82,56 %[75].

Résultats des élections législatives de 2007 et 2002 :
- élections législatives de 2007 : 55,08 % pour Didier Quentin (UMP), 21,73 % pour Vincent Barraud (Parti radical de gauche). Participation : 59,12 %[77]
- élections législatives de 2002 : 64,85 % pour Didier Quentin (RPR), 35,15 % pour Régine Joly (PS). Participation : 60,88 %[80]

Résultats des élections régionales de 2010 et 2004 :
- élections régionales de 2010 : 50,60 % pour Dominique Bussereau (UMP), 49,40 % pour Ségolène Royal (PS). Participation : 53,55 %[78]
- élections régionales de 2004 : 44,60 % pour Ségolène Royal (PS), 41,91 % pour Élizabeth Morin (UMP), 13,49 % pour Jean-Romée Charbonneau (Front National). Participation : 64,37 %[79]

### Instances judiciaires
La Tremblade dépend du tribunal d'instance et du conseil de prud'hommes de Rochefort, du tribunal de grande instance, du tribunal pour enfants et du tribunal de commerce de La Rochelle, du tribunal administratif et de la cour d'appel de Poitiers. La cour administrative d'appel est à Bordeaux

### Fiscalité locale
| Taxe                                                | Part communale | Part intercommunale | Part départementale | Part régionale |
| --------------------------------------------------- | -------------- | ------------------- | ------------------- | -------------- |
| Taxe d'habitation (TH)                              | 11,05 %        | 0,00 %              | 7,12 %              | 0,00 %         |
| Taxe foncière sur les propriétés bâties (TFPB)      | 22,39 %        | 0,00 %              | 14,01 %             | 3,32 %         |
| Taxe foncière sur les propriétés non bâties (TFPNB) | 77,75 %        | 0,00 %              | 29,17 %             | 8,63 %         |
| Cotisation foncière des entreprises (CFE)           | 0,00 %         | 22,54 %             | 0,00 %              | 0,00 %         |

La part régionale de la taxe d'habitation n'est pas applicable.
La taxe professionnelle est remplacée en 2010 par la cotisation foncière des entreprises (CFE) portant sur la valeur locative des biens immobiliers et par la contribution sur la valeur ajoutée des entreprises (CVAE) (les deux formant la contribution économique territoriale (CET) qui est un impôt local instauré par la loi de finances pour 2010).

### Jumelage et coopération
La ville de La Tremblade est jumelée avec les villes suivantes :
 Ngor (Sénégal) depuis 1997. Une place de la commune porte son nom ;
 Habay (Belgique) depuis 2010.
Un pacte d'amitié a été signé en 2009 avec les représentants de la commune italienne de Rapolano Terme. Ce rapprochement pourrait donner lieu à un jumelage entre les deux villes dans un avenir plus ou moins proche.

## Population et société

### Démographie

#### Classement démographique
En 2008, La Tremblade compte 4 521 habitants, ce qui la classe au 21e rang en Charente-Maritime.
Avec une superficie communale de 6 913 hectares, elle est la deuxième commune la plus étendue en Charente-Maritime, se situant juste après Marans. Les 3/4 de la commune sont occupés par des forêts, des dunes et des marais, ce qui limite considérablement son urbanisation, c'est pourquoi sa densité de population est peu élevée avec seulement 65 habitants par km2. Elle figure parmi les communes urbaines les moins densément peuplées de la Charente-Maritime.
En 2008, l’unité urbaine qui inclut quatre communes — outre la ville principale, les trois communes urbaines d'Arvert, de Chaillevette et d'Étaules — regroupe 11 180 habitants, ce qui la classe au 5e rang des unités urbaines de la Charente-Maritime.
Son agglomération urbaine la plaçait au 14e rang régional en Poitou-Charentes en 2008.
Son unité urbaine recouvre également les limites de son aire urbaine qui la classait au 15e rang en Poitou-Charentes en 2008.

#### Évolution démographique
L'évolution du nombre d'habitants est connue à travers les recensements de la population effectués dans la commune depuis 1793. Pour les communes de moins de 10 000 habitants, une enquête de recensement portant sur toute la population est réalisée tous les cinq ans, les populations de référence des années intermédiaires étant quant à elles estimées par interpolation ou extrapolation. Pour la commune, le premier recensement exhaustif entrant dans le cadre du nouveau dispositif a été réalisé en 2007.

En 2022, la commune comptait 4 543 habitants, en évolution de +1,2 % par rapport à 2016 (Charente-Maritime : +4,04 %, France hors Mayotte : +2,11 %).
| 1793  | 1800  | 1806  | 1821  | 1831  | 1836  | 1841  | 1846  | 1851  |
| ----- | ----- | ----- | ----- | ----- | ----- | ----- | ----- | ----- |
| 2 511 | 2 644 | 2 566 | 2 161 | 2 504 | 2 484 | 2 551 | 2 640 | 2 712 |

| 1856  | 1861  | 1866  | 1872  | 1876  | 1881  | 1886  | 1891  | 1896  |
| ----- | ----- | ----- | ----- | ----- | ----- | ----- | ----- | ----- |
| 2 853 | 3 042 | 3 017 | 2 648 | 2 836 | 3 090 | 3 210 | 3 364 | 3 647 |

| 1901  | 1906  | 1911  | 1921  | 1926  | 1931  | 1936  | 1946  | 1954  |
| ----- | ----- | ----- | ----- | ----- | ----- | ----- | ----- | ----- |
| 3 601 | 3 453 | 3 547 | 3 207 | 3 351 | 3 438 | 3 690 | 4 028 | 4 349 |

| 1962  | 1968  | 1975  | 1982  | 1990  | 1999  | 2006  | 2007  | 2012  |
| ----- | ----- | ----- | ----- | ----- | ----- | ----- | ----- | ----- |
| 4 685 | 4 925 | 5 148 | 4 686 | 4 623 | 4 667 | 4 499 | 4 474 | 4 743 |

| 2017  | 2022  | - | - | - | - | - | - | - |
| ----- | ----- | - | - | - | - | - | - | - |
| 4 336 | 4 543 | - | - | - | - | - | - | - |

#### Pyramide des âges
La population de la commune est relativement âgée.
En 2018, le taux de personnes d'un âge inférieur à 30 ans s'élève à 18,4 %, soit en dessous de la moyenne départementale (29 %). À l'inverse, le taux de personnes d'âge supérieur à 60 ans est de 51,4 % la même année, alors qu'il est de 34,9 % au niveau départemental.
En 2018, la commune comptait 2 024 hommes pour 2 316 femmes, soit un taux de 53,36 % de femmes, légèrement supérieur au taux départemental (52,15 %).
Les pyramides des âges de la commune et du département s'établissent comme suit.
| Hommes | Classe d’âge | Femmes |
| ------ | ------------ | ------ |
| 1,3    | 90 ou +      | 3,3    |
| 16,7   | 75-89 ans    | 20,4   |
| 30,6   | 60-74 ans    | 30,3   |
| 19,7   | 45-59 ans    | 19,4   |
| 10,2   | 30-44 ans    | 10,8   |
| 10,8   | 15-29 ans    | 7,6    |
| 10,6   | 0-14 ans     | 8,2    |

| Hommes | Classe d’âge | Femmes |
| ------ | ------------ | ------ |
| 1,1    | 90 ou +      | 2,6    |
| 10,1   | 75-89 ans    | 12,6   |
| 22     | 60-74 ans    | 23,2   |
| 20,1   | 45-59 ans    | 19,7   |
| 16,1   | 30-44 ans    | 15,6   |
| 15,2   | 15-29 ans    | 12,7   |
| 15,4   | 0-14 ans     | 13,6   |

### Enseignement

Le collège Fernand Garandeau accueille environ 500 élèves issus de tout le « grand ouest » royannais (canton de La Tremblade).

La Tremblade dépend de l'académie de Poitiers, en zone A. Le groupe scolaire public de La Sablière prend en charge les enfants depuis la maternelle (petite, moyenne et grande section) jusqu'au CM2. L'école maternelle compte environ 100 enfants scolarisés, encadrés par quatre enseignants et cinq agents spécialisés en école maternelle, et dispose de son propre restaurant scolaire ainsi que d'une garderie péri-scolaire. L'école élémentaire regroupe environ 200 élèves, au sein de neuf classes, dont une d'intégration scolaire. Elle dispose d'un réseau d'aide spécialisé (composé d'un psychologue et d'instituteurs spécialisés), d'une bibliothèque, d'une salle informatique, d'un restaurant scolaire et d'une garderie.
Le groupe scolaire privé Notre-Dame et Saint-Joseph est une école confessionnelle sous contrat d'association avec l'état. Gérée par l'organisme de gestion des écoles catholiques, elle prend en charge les élèves de la maternelle au primaire (deux classes de maternelle et quatre classes de primaire).
Construit en 1969, le collège Fernand Garandeau compte environ 500 élèves pour 38 enseignants. Il dispose d'un centre de documentation, d'un restaurant scolaire et d'une salle d'informatique, mais n'a pas d'internat. Les lycées les plus proches sont situés à Royan (enseignement général et professionnel) ou à Bourcefranc-le-Chapus (enseignement professionnel).

### Politique jeunesse
La politique jeunesse est pensée à l'échelle du canton. Elle est gérée par un Sivom (Syndicat intercommunal à vocations multiples) et a pour vocation d'accueillir les enfants en dehors des périodes scolaires. Il se compose de trois pôles : petite enfance, enfance (3/12 ans) et jeunesse (13/18 ans).
Trois crèches sont ouvertes aux enfants du canton : « La Farandole » et « Pirouettes Cacahuètes », à Arvert, et « Les petites goules » en centre-ville. Le centre de loisirs cantonal, implanté à Arvert, est ouvert aux enfants à partir de 3 ans. C'est un centre de loisirs sans hébergement proposant des activités manuelles, des ateliers d'expression, des jeux ou des sorties (accro-branche, piscine, équitation, etc.). Des mini-camps sont organisés pendant l'été.
Enfin, la « Maison de La Treille », en centre-ville, est ouverte aux jeunes de 13 à 18 ans. Elle propose des activités sportives, des ateliers, des sorties (surf, paint-ball, plongée, etc.) et offre une salle avec des jeux vidéo et un accès internet. Les jeunes peuvent également soumettre leurs propres projets.

### Santé et sécurité
Les services de santé représentés par les secteurs médical, paramédical et médico-social font de La Tremblade une ville bien pourvue dans ce domaine.

#### Services médicaux
Quatre cabinets médicaux sont implantés sur le territoire communal (trois en centre-ville, dont une maison médicale, et un à Ronce-les-Bains), auxquels viennent s'ajouter une antenne de la médecine du travail et plusieurs dentistes. Trois défibrillateurs en libre accès ont été implantés aux points stratégiques de la ville : près des halles (en centre-ville), au casino ainsi qu'au bureau d'information touristique de Ronce-les-Bains, sur la place Brochard.
La ville ne possède pas de centre de radiologie et d'échographie médicales (IRM), le plus proche étant situé à Marennes, ni de médecins spécialistes, ces derniers étant installés de préférence dans les grands centres urbains du département, en l'occurrence Royan et Rochefort pour les consultations les plus courantes, La Rochelle, Saintes ou Bordeaux pour des interventions exceptionnelles.
Les centres hospitaliers les plus proches sont situés à Royan et à Rochefort.

#### Services paramédicaux
La Tremblade dispose sur son territoire communal d'un cabinet en soins infirmiers et d'un centre de soins d'aide à domicile, de deux cabinets de kinésithérapeutes et de deux cabinets de pédicures-podologues.

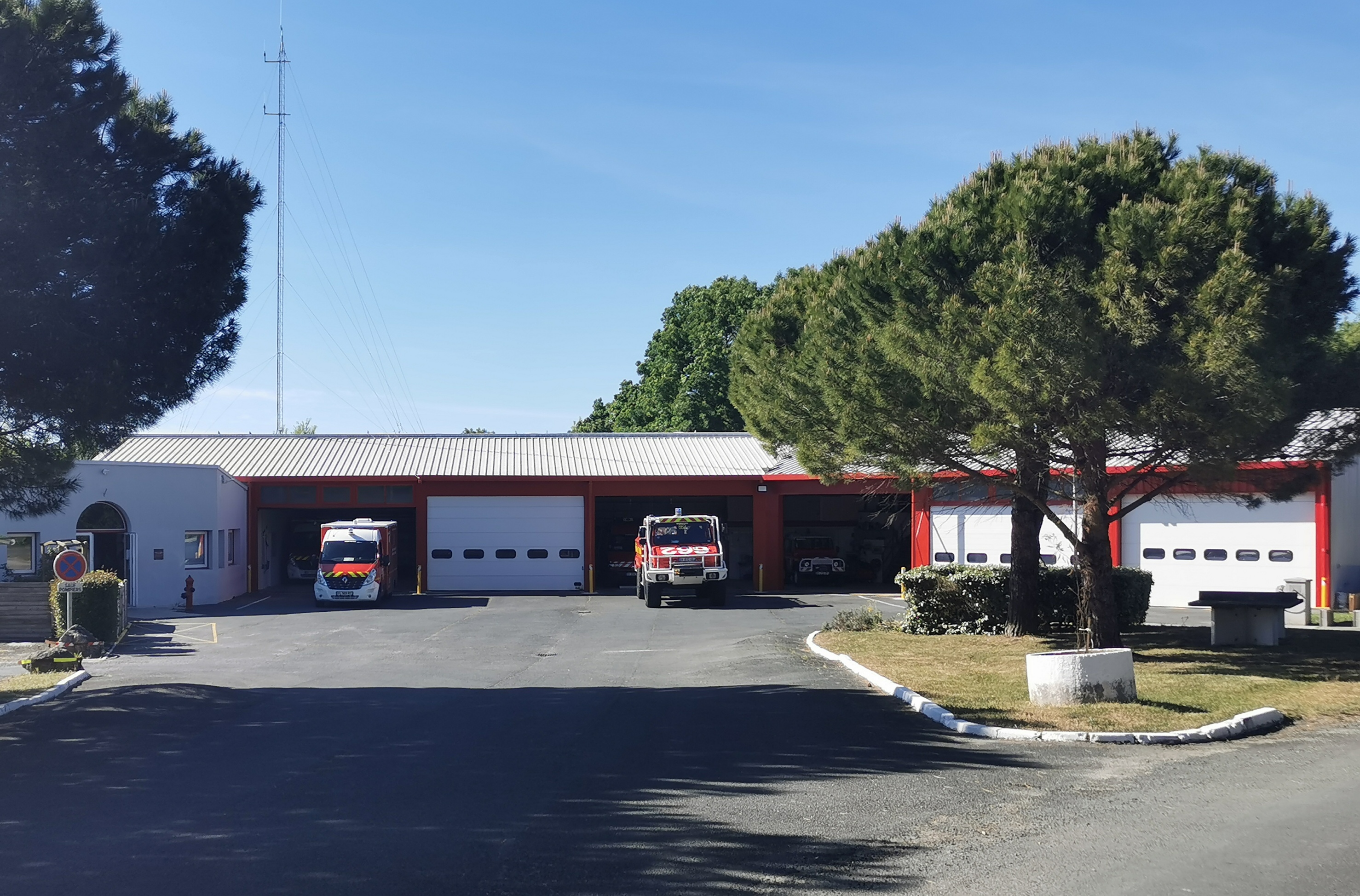
Le centre de secours des pompiers de La Tremblade, rue des Brassons.

La ville est pourvue de deux laboratoires d'analyses médicales. À cela s'ajoutent quatre pharmacies dont une située à Ronce-les-Bains et trois opticiens-lunettiers.
Un service d'ambulances exerce ses prestations sur l'ensemble du canton. La ville dispose en outre du centre de secours des pompiers de la rue des Brassons, avec un effectif de 36 pompiers professionnels et volontaires habilités à intervenir en cas d'urgence. Ce centre dépend du Centre de secours principal de Royan.
La sécurité des biens et des personnes est assurée par une antenne de la gendarmerie nationale et de la police municipale. L'ancienne gendarmerie, située près du collège, a été remplacée en 2016 par une nouvelle caserne plus fonctionnelle. Elle accueille en effet depuis lors non seulement la brigade de La Tremblade (1 officier et 14 sous-officiers) mais également la brigade de Royan (7 sous-officiers et un gendarme auxiliaire) et la brigade nautique de Royan (5 sous-officiers et un gendarme auxiliaire).
La Tremblade dispose également d'une clinique vétérinaire dont les services s'étendent à l'ensemble de son canton, étant l'unique prestataire de cette activité.

#### Services médico-sociaux
Une résidence pour personnes âgées est implantée à La Tremblade. Il s'agit d'un établissement public, le Foyer-logement Les Mimosas, qui est équipé de 51 logements et est habilité à l'aide sociale.

### Sports
La commune est équipée d'un stade municipal (terrain de football et de rugby), d'un terrain de sport annexe, d'un gymnase, d'un terrain de motocross, d'un stand de tir, d'une salle de musculation, d'une école de surf et d'une base nautique. Cette dernière est constituée de trois pôles (base nautique proprement dite, sur 3 000 m2, point passion plage, où des cours sont proposés, et point location, où du matériel peut être loué).
Plusieurs associations sportives sont implantées dans la commune. Les disciplines représentées sont le rugby, avec le club de l'US Trembladaise, le tennis, le handball, la musculation, le tir, la gymnastique, le roller, le surf, la voile, l'athlétisme, le cyclisme, le billard, le judo et l'aïkido.
Le club nautique de La Tremblade, situé à Ronce-Les-Bains, jouit d'un vaste plan d'eau abrité face à l’Île d'Oléron. Sa licenciée la plus célèbre est Charline Picon, née en 1984, championne olympique 2016, championne du monde 2014 et championne d'Europe en 2013, 2014 et 2016 de planche à voile.
La Tremblade accueille chaque année depuis 2001 le supercross de La Tremblade, une épreuve du SX Tour, compétition européenne de moto-cross « freestyle » de niveau international. La commune a également servi de cadre à la coupe de France multiglisse en 2008, organisée par la fédération française de surf. Cinq disciplines étaient au programme de cette compétition de niveau national (surf, longboard, bodyboard, bodysurf et stand up paddle). Au mois de mai 2010, les qualifications de championnats de France de surf casting se sont déroulées sur la plage de l'Embellie.

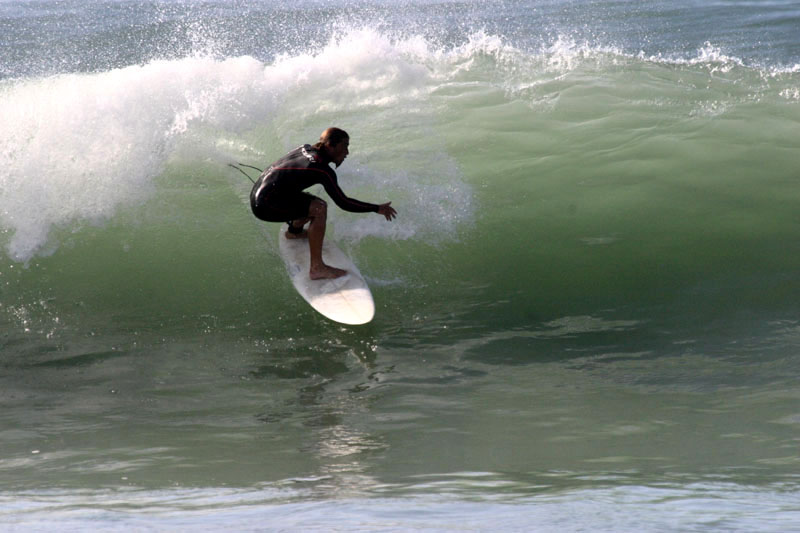
La côte sauvage abrite plusieurs spots de surf réputés, dont ici, celui de la pointe de la Coubre.

Les 25 et 26 avril 2015, le spot n°46 de la côte sauvage accueille la première étape de la coupe de France de surf (catégories longboard et stand up paddle). Des compétitions de surf de moindre importance sont organisées ponctuellement, principalement au spot de la pointe de la Coubre.
La construction d’un skate-park, votée par le conseil municipal en 2013 afin de doter la commune d’un nouveau lieu de vie et de cohésion sociale pour les jeunes riders de la ville et de son agglomération, débute au mois d’avril 2014 et se poursuit pendant presque deux mois. Son inauguration en présence du maire de la commune Jean-Pierre Tallieu intervient le 19 juin 2014. Situé en centre-ville, en bordure de l’avenue du Général-de-Gaulle (face au foyer culturel) et à proximité immédiate du stade et du collège, il a été conçu par le cabinet « sports des villes », spécialisé dans les projets d’infrastructures adaptées aux sports urbains, en partenariat avec l’association ABC skate park. Les travaux de terrassement ont été confiés à l’entreprise Laborde et Fils et la maçonnerie à l’entreprise Béton France.
Bénéficiant d’un cadre arboré et d’un éclairage nocturne qui permet de l’utiliser à toute heure du jour ou de la nuit, il est entièrement en béton brut. Sa surface atteint 356 mètres carrés, le tout agrémenté d’un lanceur, de plusieurs trottoirs, d’une table de saut, d’une funbox et de deux rails métalliques. Le coût de cette nouvelle infrastructure sportive a atteint 67 509 €, somme financée en partie grâce à des aides du conseil régional de Poitou-Charentes, du conseil général de la Charente-Maritime et de la communauté d’agglomération Royan Atlantique. Le skate-park de La Tremblade complète d’autres infrastructures du même type situées dans les environs, à Marennes, aux Mathes et à Étaules, ainsi que le grand complexe skate-park – bike-park de Royan.

### Cinéma et télévision
La commune de La Tremblade est le lieu de tournage de la série l'Hôtel de la plage diffusée sur France 2 depuis le 16 juillet 2014. La série, réalisée par Christian Merret-Palmair, se déroule à l'hôtel de la Plage situé à Ronce-les-Bains.

### Médias

#### Télévision
L'émetteur de Niort-Maisonnay permet la réception des 18 chaînes gratuites de la télévision numérique terrestre (TNT) dans l'ensemble de la commune, dont le décrochage local de France 3 Nouvelle-Aquitaine : France 3 Poitou-Charentes. Le 31 mai 2009, l'émetteur de forte puissance a été parmi les premiers à diffuser un nouveau multiplexe, permettant la réception des premières émissions de télévision haute définition (HD).

#### Radio
La plupart des radios nationales présentes dans le département peuvent être écoutées dans la commune. Les informations départementales sont relayées par la station de radio publique France Bleu La Rochelle. Les stations de radio locales pouvant être écoutées dans la commune sont principalement Vogue Radio (radio locale des agglomérations de La Tremblade et Marennes), Demoiselle FM (généraliste, émettant depuis Rochefort, et disposant de studios à Saint-Georges-de-Didonne), Terre Marine FM (généraliste, émettant depuis Fouras), Mixx FM (techno, dance et musiques électroniques, émettant depuis Cognac et reprise par le réémetteur de Saintes), et RCF Accords Charente-Maritime (religieuse, émettant depuis La Rochelle). Wit FM (généraliste, émettant depuis Bordeaux) peut parfois être captée, mais de façon plus aléatoire, en fonction des conditions climatiques.

#### Presse
La presse locale est représentée par le quotidien Sud Ouest, dont le siège est à Bordeaux, et qui dispose d'une rédaction locale à Royan, et par l'hebdomadaire Le Littoral de la Charente-Maritime, dont le siège est à Marennes et dont le tirage s'élève à 8 500 exemplaires par semaine.

#### Internet haut débit
Un répartiteur téléphonique est implanté dans la commune. En 2013, il est dégroupé par plusieurs opérateurs alternatifs (SFR, Free et Bouygues Telecom), en plus de l'opérateur historique, Orange. ADSL, ADSL2+, Re-ADSL2 et la télévision par ADSL sont disponibles dans la commune. La Tremblade dispose également de quatre points Wi-Fi.

### Cultes
La Tremblade appartient au diocèse catholique de La Rochelle et Saintes, lui-même subdivision de la province ecclésiastique de Poitiers depuis 2002 (de la province ecclésiastique de Bordeaux avant cette date) et au doyenné de Royan. La paroisse est comprise dans le secteur pastoral de la presqu'île d'Arvert, centré sur La Tremblade. Les offices catholiques sont célébrés chaque dimanche à 11 heures en l'église du Sacré-Cœur (en centre-ville) ainsi qu'à 9 heures 30 en la chapelle Saint-Joseph de Ronce-les-Bains (en période estivale).
Le culte protestant est célébré au temple protestant de La Tremblade, membre de l'Église Protestante Unie des Iles de Saintonge de La Tremblade, certains dimanches à 10 heures 30, en alternance avec d'autres temples du secteur paroissial (Arvert, Chaillevette, Étaules, L'Éguille, Marennes, Mornac, Nieulle sur Seudre, St Pierre d'Oléron).

### Associations
Le tissu associatif communal est formé de 47 associations œuvrant dans des domaines variés. La ville dispose ainsi d'amicales sportives, d'associations culturelles (association brass en Seudre, association couleur en Seudre, comité de jumelage, troupe des vagabonds des planches, jeux floraux de l'Atlantique), sociales (donneurs de sang), patriotiques (anciens combattants et déportés 39/45, fédération nationale des anciens combattants d'Algérie, comité de commémoration de la libération Seudre-Oléron) et ludiques (club philatélique trembladais, les p'tites mains de la presqu'île, école de musique du bassin de Marennes).

### Marché
Le marché se tient quotidiennement sous les halles et à ses abords immédiats (place Gambetta). Un marché saisonnier se tient quotidiennement, à partir de 8 heures, sous les halles de Ronce-les-Bains. Les différents commerçants présentent sur leur étals produits alimentaires, huîtres et produits de la pêche, productions artisanales et produits manufacturés. Chaque année, un marché aux plantes et aux saveurs est organisé du 23 au 25 avril à Ronce-les-Bains (place Brochard).

## Économie

### Emploi
La commune est au cœur d'un bassin d'emploi particulièrement attractif, la zone d'emploi de Royan (issue de la partition de l'ancienne zone d'emploi Saintonge maritime, qui regroupait de nombreuses communes du Pays Rochefortais, du Pays Marennes-Oléron et du Pays Royannais), forte de 27 753 emplois en 2008. La zone d'emploi de Royan est, avec celle de La Rochelle, la plus dynamique de l'ex-région Poitou-Charentes, toutes deux profitant « d'un tissu économique et d'une démographie dynamiques » (Insee). La croissance y est particulièrement soutenue, du fait du développement des activités tertiaires. L'indicateur de concentration d'emploi a connu une croissance notable dans la commune, passant de 122 en 1999 à 135,4 en 2009. Le nombre d'emplois dans la zone de La Tremblade est passé, au cours de cette période, de 1709 (en 1999) à 1936 (en 2009).

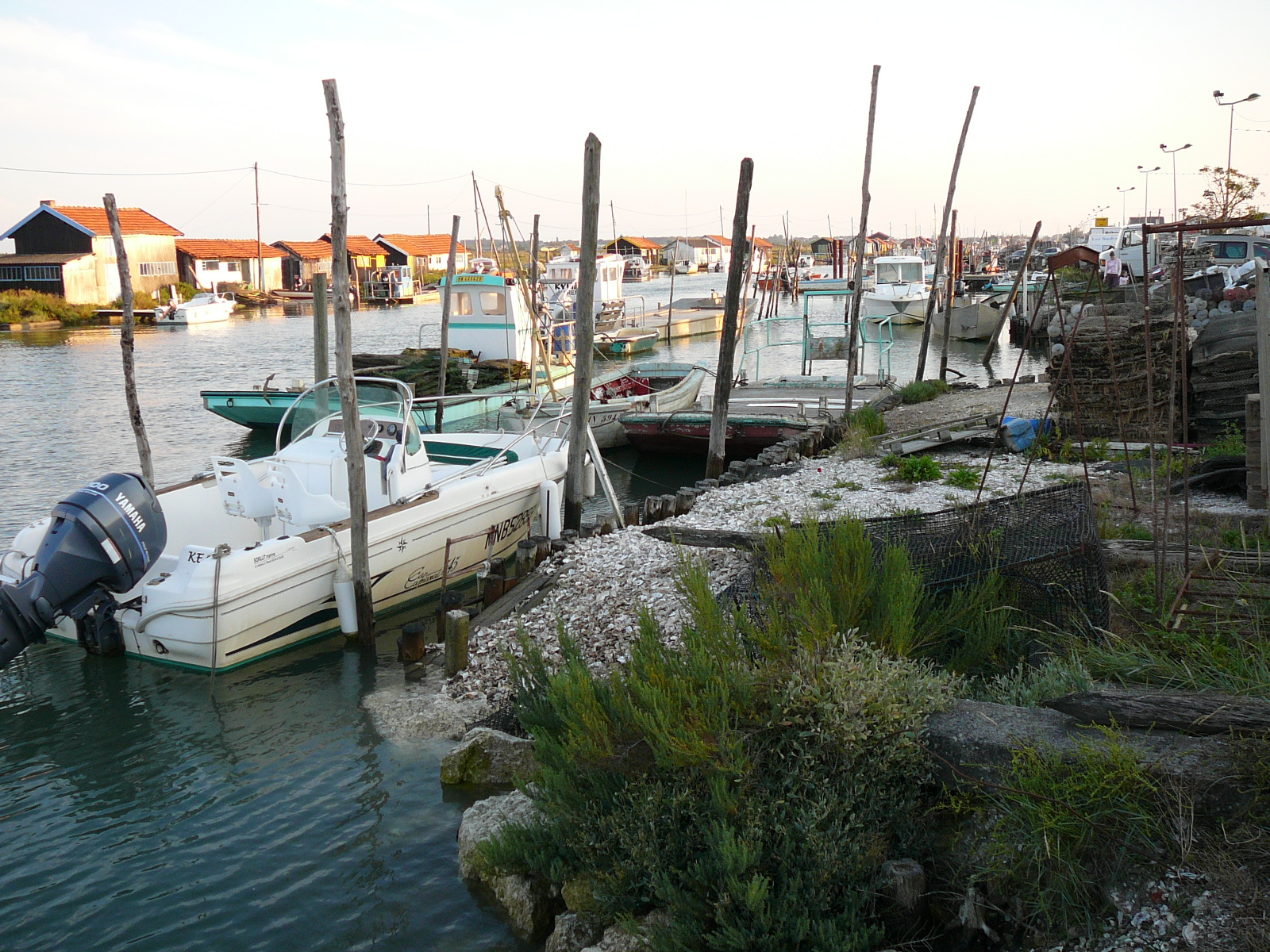
Le port ostréicole de La Grève.

Les actifs forment la composante majoritaire de la population. Estimés à 63,4 % en 1999, ils sont même en augmentation, atteignant 64,4 % en 2009. Le taux d'activité est de 51,1 % pour la tranche d'âge 15-24 ans, de 87 % pour les 25-54 ans et de 27,7 % pour les 55-64 ans. Les retraités constituent 17,9 % de la population communale et les scolaires et étudiants, 6,5 % (6,3 % en 1999).
Les catégories socio-professionnelles les mieux représentées sont les employés (28,6 %), les ouvriers (27,8 %), les artisans, commerçants et chefs d'entreprise (14,1 %) et les cadres et professions intellectuelles supérieures (8,9 %). Les agriculteurs restent une composante importante du paysage économique local, représentant environ 8,1 % de la population active (la moyenne nationale étant de 2,4 %). La grande majorité des actifs travaille dans la commune (61,1 %). Ceux qui travaillent dans une autre commune (38,9 %) restent généralement dans les limites du département (35,4 %) et effectuent souvent des déplacements pendulaires dans les communes de l'agglomération royannaise ou à Marennes, petit pôle économique actif situé juste de l'autre côté de la Seudre. Une infime partie des actifs travaille dans le reste de l'ex-région Poitou-Charentes (1,3 %) quand d'autres travaillent dans d'autres régions de France métropolitaine (2,1 %) ou à l'étranger (0,1 %).
Le taux de chômage était nettement supérieur à la moyenne nationale en 1999, touchant 18,4 % de la population active (soit 316 personnes). En dépit de l'émergence d'une crise économique majeure à partir de l'automne 2008, le phénomène a connu une lente amélioration au cours des années qui ont suivi et ne touche plus « que » 14,8 % des actifs en 2009 (soit 244 personnes). Un « point emploi » a été mis en place dès 1992 pour tenter de réguler ce problème et aider les personnes concernées à s'adapter aux changements du marché du travail. Devenu un des quatre « CR2i » (centre de ressources et d’informations intercommunal) de l'agglomération royannaise (avec ceux de Royan, Saujon et Cozes), il fonctionne en partenariat avec la maison de l'emploi du Pays Royannais, le pôle emploi de Royan, la maison des saisonniers et la mission locale du Pays Royannais, et permet de consulter des offres d'emploi, de bénéficier d'aide pour certaines démarches (rédaction de CV, préparation d'entretiens d'embauche) et de participer à des réunions d'information collective.

### Entreprises et commerces

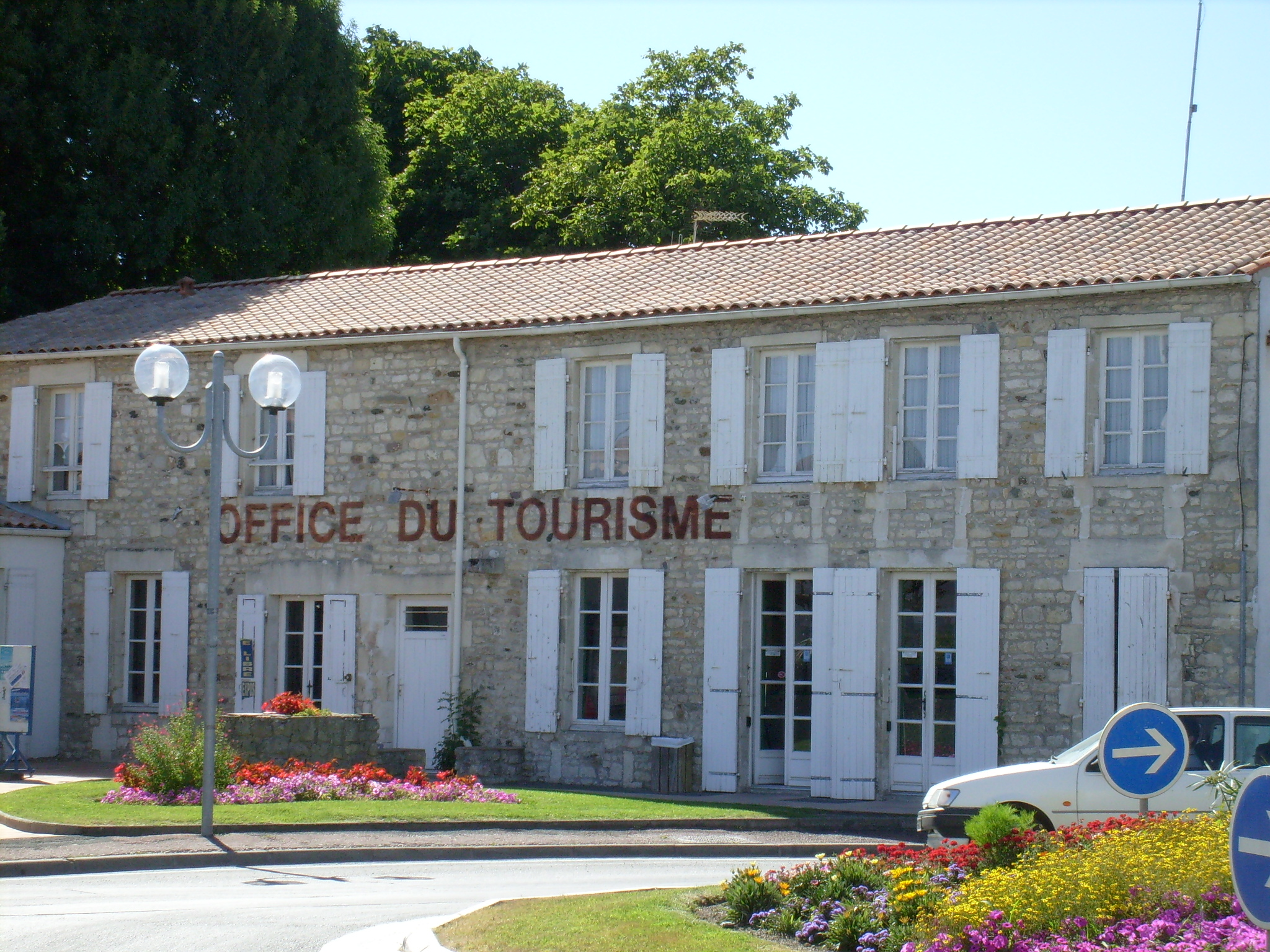
Le principal office du tourisme de La Tremblade, en centre-ville.

774 établissements étaient recensés dans la commune par les services de l'Insee au 31 décembre 2012, essentiellement des très petites entreprises : 25,3 % ont en effet des effectifs compris entre 1 et 9 salariés, et 4,7 % ont plus de 10 salariés.
La situation géographique de la commune est à l'origine de la prépondérance de deux secteurs économiques, le tourisme (essentiellement balnéaire) et l'ostréiculture. Sa façade maritime, ses quelque vingt kilomètres de plage, son domaine forestier protégé et sa proximité des stations balnéaires de la Côte de Beauté (Royan, mais aussi ses principaux satellites : Saint-Palais-sur-Mer, La Palmyre…) ou de l’île d’Oléron donnent au tourisme un poids considérable, et deux offices du tourisme sont présents dans la commune (en centre-ville et sur la place Brochard, à Ronce-les-Bains) afin d'accueillir les visiteurs. Le quartier balnéaire de Ronce-les-Bains est équipé de plusieurs campings, pensions de famille, hôtels, villages de vacances, boutiques, mais aussi d'un casino, un des deux seuls de l’agglomération royannaise avec celui de Pontaillac. Inauguré en 2007, il est la propriété du groupe Partouche, et employait à cette date 22 personnes. Il est une source non négligeable de revenus pour la ville : 15 % des gains du casino sont directement reversés à la commune. Différents projets d'aménagement du territoire sont par ailleurs en cours d'étude, parmi lesquels la création d'un port en eaux profondes au « Mus de Loup », à Ronce-les-Bains ou la création d'un bassin de plaisance en centre-ville, à l'emplacement de l'ancienne place Faure-Marchand, en cours d'achèvement en 2021.
La position de la commune au cœur du bassin ostréicole de Marennes-Oléron fait que la production et affinage des huîtres constituent une part importante de l'économie, ostréiculture et agriculture rassemblant 17,7 % des actifs (plus que la moyenne départementale, établie à 15,2 %). De fait, La Tremblade est non seulement le premier port du bassin de Marennes-Oléron, mais aussi de la France tout entière. Cette position privilégiée explique qu’un centre de recherches de l'Ifremer soit implanté dans la commune : il se charge d'effectuer des recherches sur le milieu marin, d'apporter un suivi dans le développement des huîtres, de préserver la santé des élevages mais aussi de travailler sur des améliorations génétiques. Une partie du territoire communal est constituée de « claires » d’affinage, marais salants reconvertis bordant la Seudre, où les huîtres acquièrent leur saveur. Pour autant, des huîtres sont également élevées dans la baie de Bonne Anse, près de La Palmyre.

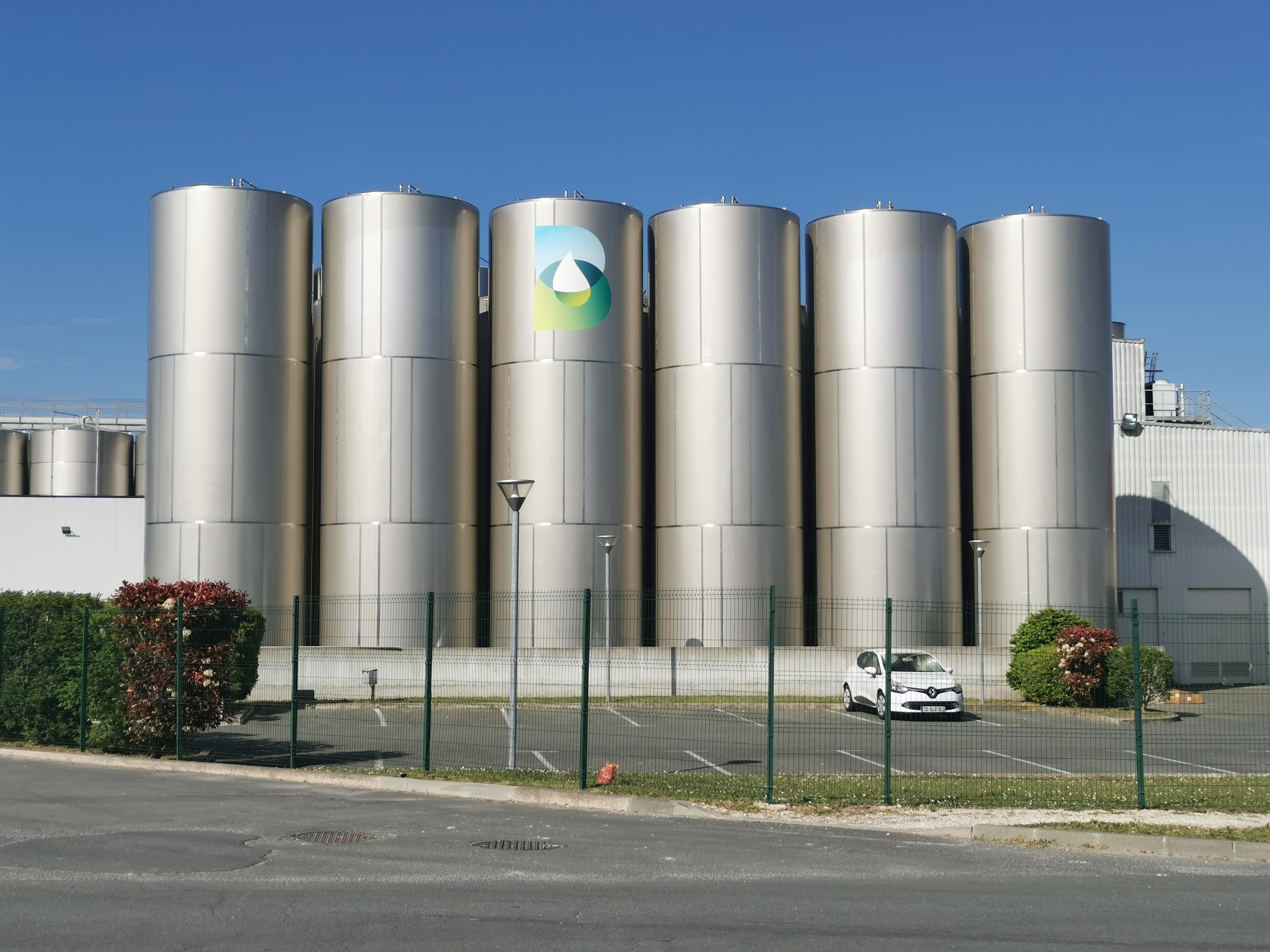
La vinaigrerie Fuchs, dans la zone artisanale des Brégaudières.

La commune, qui compte parmi les « pôles d’équilibre » de l’agglomération de Royan (avec, en dehors de la ville de Royan elle-même, Saujon et Cozes), concentre de ce fait de nombreux commerces et services de proximité : la part du commerce et des services dans l’économie communale atteint ainsi 62,7 % en 2012. Ils sont situés essentiellement en centre-ville, dans un espace constitué par les rues Gambetta, Foran, de la Seudre et Pasteur, ainsi qu’autour de la place Faure-Marchand. Parmi ceux-ci figurent notamment un supermarché U Express, trois boucheries-traiteurs, trois boulangeries, un chocolatier-pâtisissier, une dizaine de coiffeurs, plusieurs banques (Crédit mutuel, Caisse d’épargne, BNP Paribas, Crédit agricole, Banque populaire), une boutique de téléphonie mobile, deux fleuristes, plusieurs bars, restaurants, crêperies et pizzerias, un fast-food, un glacier, un magasin bio, des boutiques de souvenirs, deux hôtels, plusieurs caves à vin, une épicerie, des magasins de chaussures et de vêtements, des tabacs, une librairie-maison de la presse, plusieurs poissonneries, deux opticiens, une maroquinerie, deux bijouteries-joailleries, un établissement de pompes funèbres, deux boutiques TV-vidéo-son-ménager, un toiletteur, une auto-école, des agents d’assurance (Axa), un cabinet d’expertise-comptable, un cabinet de détectives privés et des agences immobilières (Orpi, Bourse de l’immobilier, Square habitat).
Les quais du port, dans le prolongement de la place Faure-Marchand, accueillent de nombreux exploitants ostréicoles (vente et/ou dégustation) et des restaurants de fruit de mer. Autre pôle économique important, le quartier de Ronce-les-Bains constitue le quartier balnéaire de la ville, très animé en période estivale du fait de la présence des plages et d’une fête foraine qui dure tout l’été. Il concentre essentiellement des restaurants, bars et crêperies, des fast-foods, des hôtels et des boutiques de souvenirs, mais aussi une poignée de commerces de proximité tels qu’un supermarché Coop et un tabac-presse.

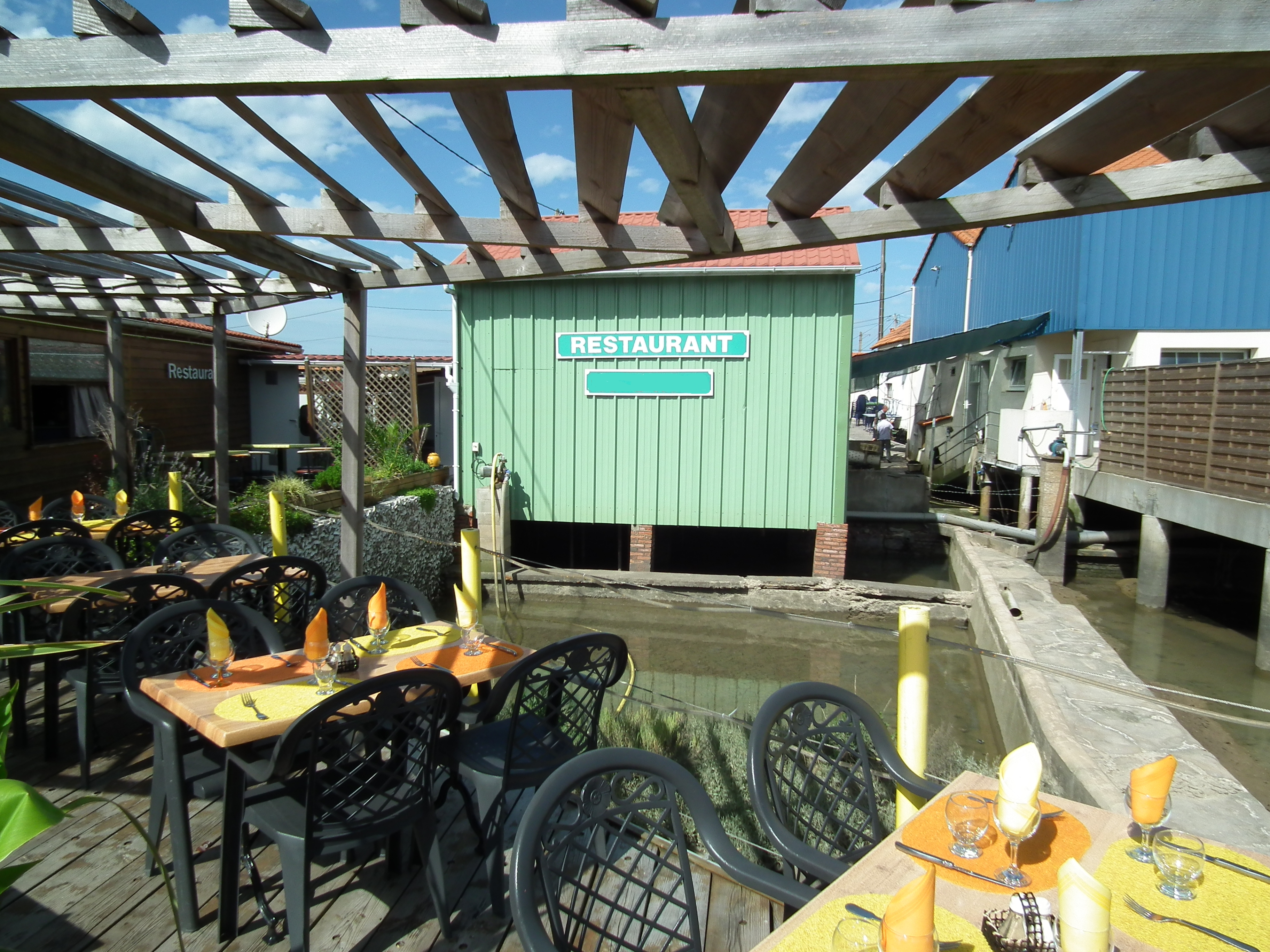
Le port de La Grève concentre de nombreux restaurants.

D’une manière générale, l’artisanat est également bien représenté, avec la présence de carreleurs, carrossiers, chantiers navals, électriciens, paysagistes, mais aussi de plusieurs garages automobiles, d’un concessionnaire spécialisé dans les motos et scooters et d’un réparateur de vélos. Enfin, le secteur de la construction représente 9,3 % des actifs en 2012, chiffre relativement faible en comparaison de la moyenne départementale (10,6 %) ou des communes périphériques comme Arvert (17,4 %), Étaules (17,1 %) ou Breuillet (16,9 %).
La commune compte en outre sur la présence de deux zones commerciales et artisanales (Les Brassons et Les Brégaudières) centrées sur un supermarché Intermarché/Intermarché Drive, plusieurs moyennes surfaces non alimentaires (Centrakor, Gamm Vert) et une dizaine d’entreprises artisanales, notamment la vinaigrerie Fuchs. Celle-ci, créée en 1843, a été rachetée en 1998 par le groupe néerlandais De Burg et a emménagé dans ses locaux actuels (4600 mètres carrés de surface de production) dans les années 2000. Comptant parmi les principaux employeurs de la commune, elle produisait 16 millions de litres de vinaigre en 2005 pour un chiffre d'affaires de 5,2 millions d'euros, et exportait 40 % de sa production vers différents pays européens, mais aussi les États-Unis, le Canada, la Chine et le Japon.
À l’entrée sud de la ville, mais sur la commune d’Arvert, la zone commerciale des Justices s’organise autour d’un hypermarché Super U/Super U Drive de 2985 mètres carrés, d’une moyenne surface de bricolage (Brico Pro) et de plusieurs garages et concessionnaires automobiles (Renault et Citroën).
En dehors de celles présente dans la commune et sa périphérie (Carrefour Contact et ALDI à Arvert, par exemple), les grandes surfaces les plus proches sont l’hypermarché E.Leclerc de Marennes, le centre commercial Val Lumière de Vaux-sur-Mer (Hyper Intermarché) et le centre commercial Royan 2 à Royan et Médis (hypermarché E.Leclerc).

### Immobilier
D'une manière générale, la population de la commune a des revenus un peu moins élevés que dans le reste de l'hexagone : la moyenne des revenus par an et par ménage y est de 14 089 € (moyenne nationale : 15 027 € / an et par ménage).

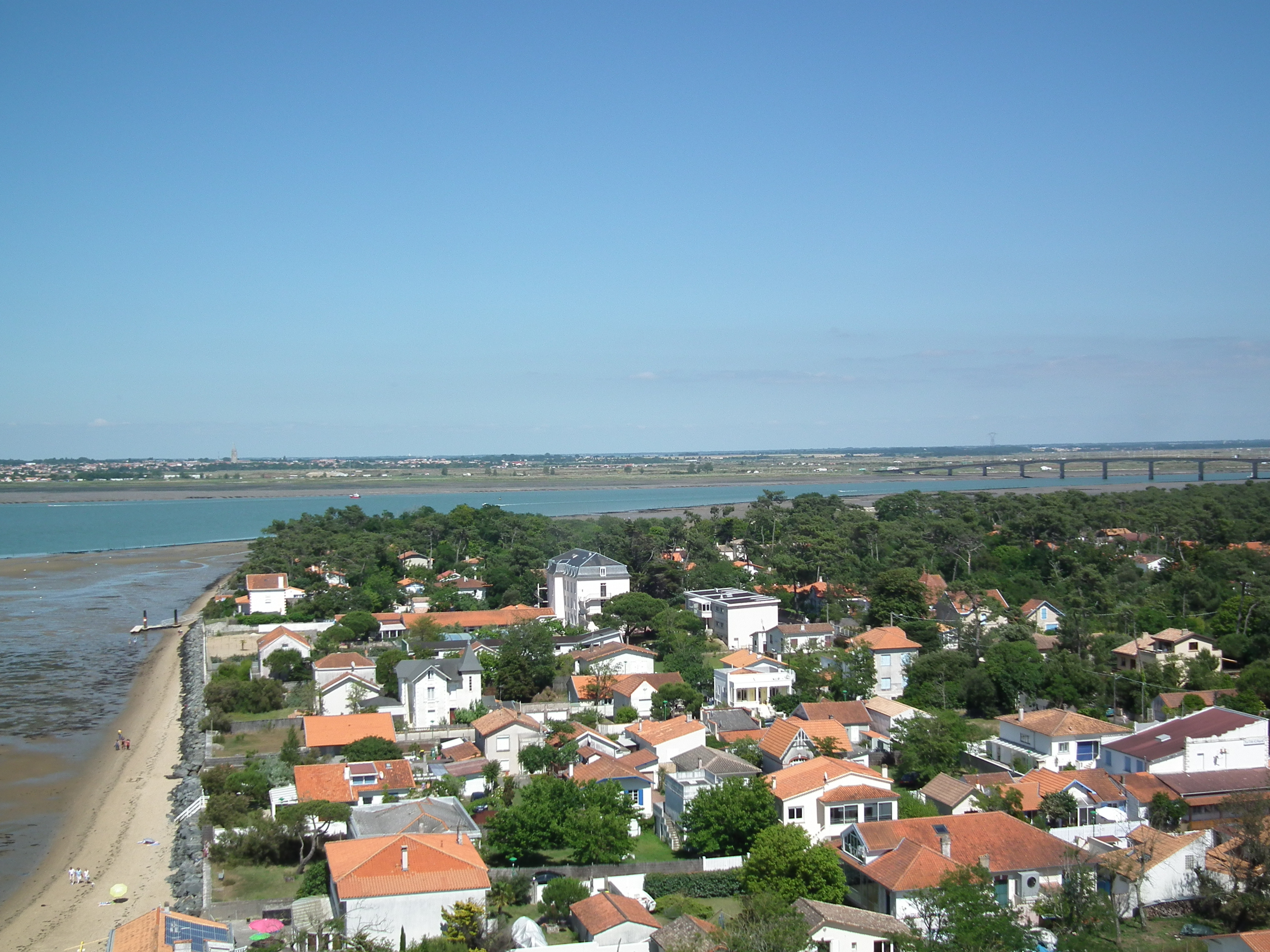
Niché dans la pinède, le quartier balnéaire de Ronce-les-Bains.

Le prix moyen de l'immobilier est de 2 563,5 €/m2 (vente) et 12,22 €/m2/ mois (location). Le taux de personnes propriétaires de leur logement est également un peu supérieur à la moyenne nationale, soit 65,4 % (moyenne nationale : 55,3 %) ; parallèlement, 27,4 % des habitants de la commune sont locataires (moyenne nationale : 39,8 %) et 7,2 % logés gratuitement (moyenne nationale : 4,9 %).
Le parc immobilier de la commune est constitué de 4 295 logements, dont 49,9 % sont des résidences principales et 44,8 % des résidences secondaires. La forte proportion de résidences secondaires, caractéristique des stations balnéaires du pays royannais, s'explique par la présence d'un important quartier balnéaire, Ronce-les-Bains. Enfin, 5,2 % des logements sont vacants, un chiffre inférieur aux estimations au niveau national (8 %).
Les maisons individuelles représentent l'écrasante majorité des logements, soit 87,3 % (moyenne nationale : 55,3 %) ; le reste se répartit entre appartements (7,2 %) et logements alternatifs (5,5 %). 29,2 % des logements sont constitués de 5 pièces ou plus (moyenne nationale : 31,5 %) ; un peu moins que les 4 pièces (33,4 %), mais plus que les 3 pièces (26,1 %), les 2 pièces (10 %) et les studios (1,2 %).
Le parc de logements sociaux de la commune s'est enrichi de trente maisons individuelles à loyer modéré, aménagées en 2009 à l'emplacement des anciens abattoirs municipaux. Baptisé « Clos Fourcade », ce lotissement se compose de 7 T2, de 18 T3 et de 5 T4.

## Culture locale et patrimoine

### Lieux et monuments

#### Église du Sacré-Cœur
L'église du Sacré-Cœur est un édifice néogothique édifié à partir de 1880 afin de remplacer un ancien temple protestant, devenu vétuste, qui servait jusqu'alors aux offices catholiques. Le nouveau sanctuaire, dessiné par l'architecte Jean-Michel Alaux, a été en partie financé par l'abbé Barbotin, prêtre titulaire de la paroisse. La première pierre est posée le 15 mai 1880, en présence de l'évêque de La Rochelle, Léon Thomas. Le gros-œuvre est achevé quatre ans plus tard. Le fin clocher, surmonté d'une flèche octogonale cantonnée de pinacles, est édifié à partir de 1886.

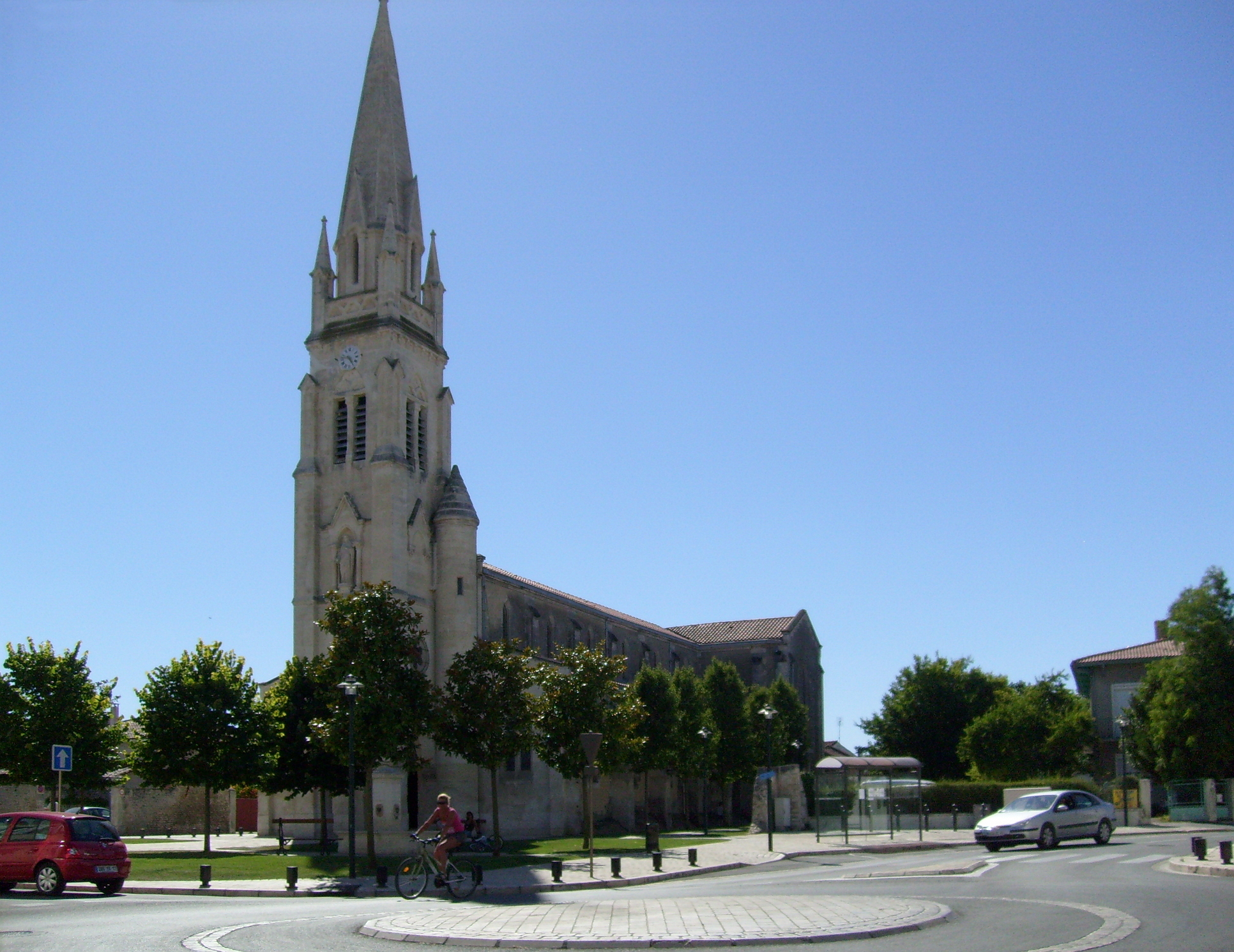
L'église du Sacré-Cœur.

L'église est consacrée le 21 juin 1894 par Edwin Bonnefoy, évêque de La Rochelle. Une cérémonie du centenaire a lieu en 1994 en présence de Jacques David, évêque de La Rochelle et Saintes. En 1999, le clocher est renversé par la tempête Martin et remonté quelques mois plus tard.
L'église, qui forme une croix latine, est constituée d'une nef divisée en six travées couvertes de croisées d'ogives quadripartites, réunies par des clefs de voûte recouvertes d'inscriptions latines. Une série de colonnes trapues, couronnées de chapiteaux corinthiens, marque la séparation entre le vaisseau principal et les bas-côtés, voûtés selon le même principe. Le transept est prolongé par deux absidioles. L'abside, à trois pans, abrite un maître-autel néo-gothique finement ouvragé. Des vitraux figuratifs représentent des scènes de l'Ancien Testament et du Nouveau Testament. Les murs sont ornés d'un ensemble de peintures contemporaines, chemin de croix ou « polyptyque de la croix », œuvre de l'artiste Michel Genty.
La façade est constituée d'un clocher-porche couronné d'une fine flèche, suivant un procédé courant dans la région au XIXe siècle. Une statue du Sacré-Cœur de Jésus est située au premier étage. Elle est accompagnée de l'inscription « Venite ad me omnes » (Venez à moi vous tous), extrait de l'évangile de Matthieu, 11:28 : « Venez à moi vous tous qui peinez et qui souffrez, et je vous réconforterai ».

#### Chapelle Saint-Joseph
La création du quartier balnéaire de Ronce-les-Bains au XIXe siècle impose de mettre en place des infrastructures adaptées dans tous les domaines, et notamment spirituel. La petite station balnéaire est en effet encore largement enclavée, et séparée du centre-ville de La Tremblade par une large ceinture forestière et des chemins peu engageants serpentant à travers les dunes.
En 1895, l’abbé Fanton et l’abbé Jeandeau acquièrent un terrain afin d’édifier un premier oratoire. Bien vite, il se révèle trop petit et doit être agrandi en 1908. En 1913, il est cédé au père Marchais, archiprêtre de Marennes, qui en fait don à son tour au diocèse de La Rochelle et Saintes en 1927. En 1954, alors que la station de Ronce-les-Bains connaît un important développement, la petite chapelle est de nouveau agrandie ; cependant dans les années 1960, en période estivale, il n’est pas rare que les fidèles ne puissent entrer, faute de place. Pour éviter ces inconvénients, pas moins de sept messes sont célébrées en juillet et en août tous les dimanches : malgré cela, il devient urgent de procéder à de nouveaux travaux. L’association Saint-Joseph, chargée de la gestion de la chapelle, décide ainsi de se porter acquéreur d’une maison mitoyenne, la villa Jacky (aujourd’hui, villa Saint-Joseph), dont le rez-de-chaussée est « annexé » afin d’agrandir le chœur et d’aménager une nouvelle sacristie. En 1974, des travaux d’embellissement sont menés.
Architecturalement parlant, la chapelle Saint-Joseph garde des proportions très modestes, et est souvent ignorée des visiteurs pour cette raison, d’autant qu’elle est située dans une petite impasse et que sa façade garde un aspect austère. Seul son modeste campanile permet de la distinguer des habitations : il abrite une cloche fondue en 1806, issue de la fonderie de marine de l'Arsenal de Rochefort et sonnant le « la » bémol. A l’intérieur, la chapelle se compose d’une nef éclairée par une série d’ouvertures en demi-lunes, couverte d’une voûte lambrissée en pin maritime et pavée de dalles en terre cuite de Cadeuil. Un arc trapézoïdal sépare la nef du chœur, où se trouve un maître-autel en marbre du XIXe siècle, don de la famille Belle en 1896. Le chemin de croix a été offert à la chapelle par la famille Dières-Monplaisir.

#### Temple protestant
Le temple protestant est édifié en 1823 sur les plans de l'architecte bordelais Burget. Bâti en pierre de taille de Saint-Savinien, il forme une vaste salle rectangulaire divisée en trois travées. La façade, d'une grande sobriété, animée de deux oculi ménagés de part et d'autre d'une porte encadrée de deux colonnes doriques et surmontée d'un fronton triangulaire, s'inspire du néoclassicisme.
Le bâtiment actuel succède à un premier édifice bâti en 1610, confisqué afin de servir d'église en 1681. Les persécutions menées contre les Protestants conduisent à l'organisation de réunions clandestines, dites « Assemblées du désert », souvent dans des maisons particulières ou en plein-air. La tolérance pratiquée à l'égard des religionnaires par le maréchal de Sénecterre, baron d'Arvert, conduit à la construction d'une discrète maison d'oraison en 1757, sous la direction du « pasteur du désert » Louis Gibert. Sa situation à bonne distance de la cité rend son accès contraignant, et un nouveau lieu de culte moins excentré est installé à partir de 1810. Dans le même temps, le consistoire envisage la construction d'un temple moderne, lançant une souscription publique à cet effet en 1820.
Le temple est dédicacé le 24 août 1823, jour anniversaire du massacre de la Saint-Barthélemy, en présence de plusieurs ministres du culte des paroisses protestantes avoisinantes, du préfet du département, du sous-préfet de Marennes, du maire et de plusieurs personnalités officielles.
La commune possédait autrefois un temple annexe à Ronce-les-Bains. Modeste bâtiment de bois surmonté d'un petit campanile, il est installé après-guerre à Royan, ville rasée par les bombardements, afin de servir de lieu de culte provisoire aux fidèles protestants. Le bâtiment est ensuite démonté et installé à Ronce-les-Bains, où un premier culte est célébré en 1957. Le temple est démonté en 2007 afin de construire un parking.

#### Phare de la Coubre
Le phare de la Coubre se situe dans la partie sud-ouest de la commune, à son point de jonction avec celle des Mathes, au niveau de la pointe de la Coubre, de la baie de Bonne Anse et de la côte sauvage.

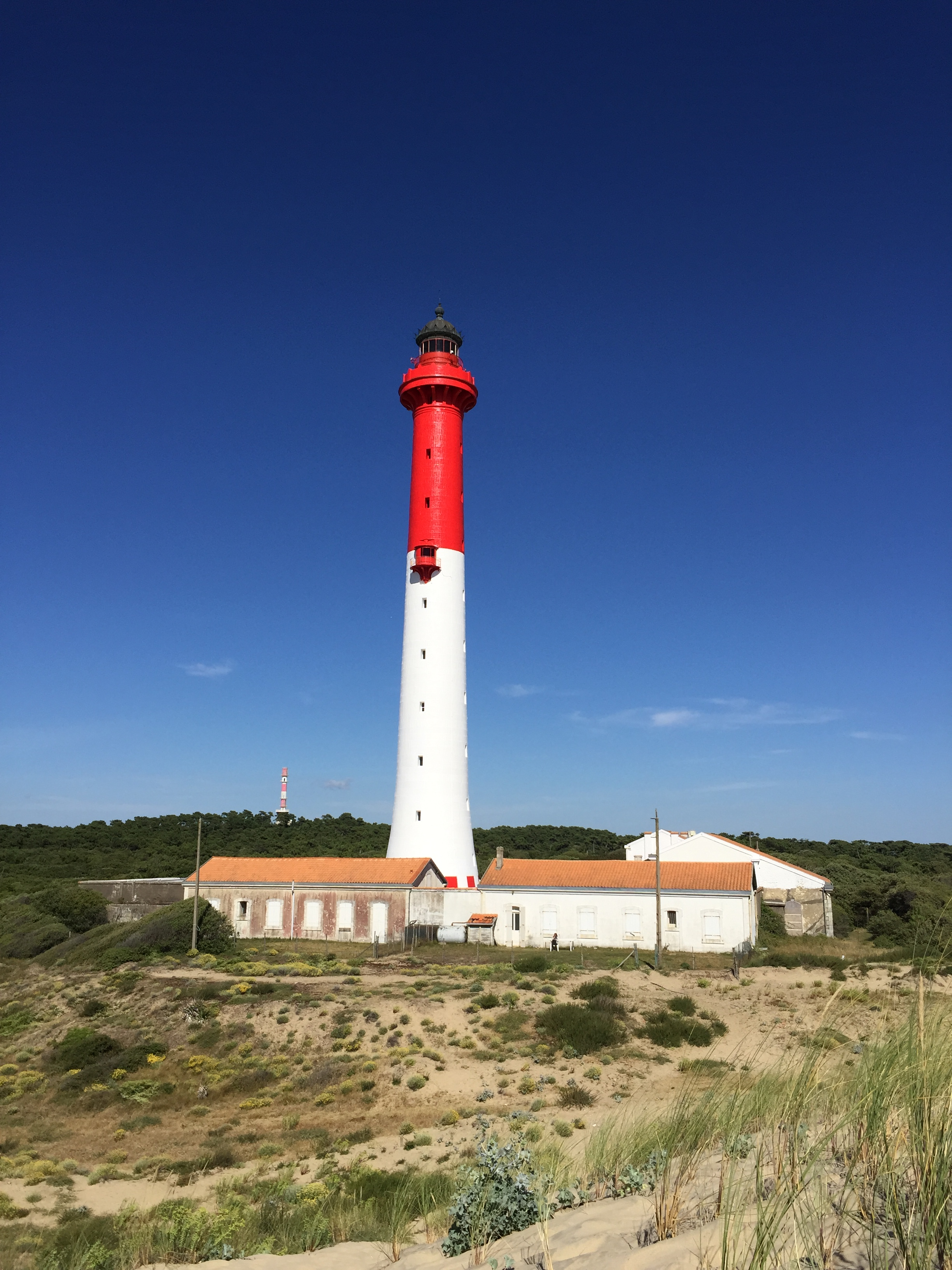
Le phare de la Coubre en 2016.

Construit en 1905 sur les plans de l'architecte Alexandre, il se présente sous la forme d'une tour tronconique peinte en rouge et blanc, haute de 64 mètres (4 mètres de moins que le phare de Cordouan tout proche). La portée de son feu électrique est de 80 kilomètres. Un feu secondaire, ou « barbette » est aménagé à mi-hauteur. Le phare est ouvert à la visite : on accède à sa plate-forme sommitale par une série de 300 marches.
Le phare est construit sur la pointe de la Coubre, au point de jonction des eaux de l'estuaire de la Gironde et de l'océan Atlantique, où de puissantes déferlantes et des bancs de sable rendent la navigation dangereuse. Il succède à plusieurs édifices, construits à cet endroit depuis 1699 (construction d'une pyramide en bois, rénovée en 1727 par l'ingénieur De Bitry). Un petit phare est édifié en 1830, remplacé en 1895 par une puissante tour en pierre, œuvre de l'ingénieur Caboche. Mais, construite trop près des côtes, cette dernière est rapidement menacée par l'érosion et finit par être désertée au profit d'un nouveau phare, celui qui existe toujours aujourd'hui.
L'ancien phare s'effondre en 1907. Pour autant, le phénomène d'érosion des côtes n'est pas stoppé, et le phare, construit à l'origine à 2 kilomètres de l'océan, n'en est plus distant que de 800 mètres.

#### Marché couvert
Le nouveau marché couvert est édifié en 1864. Dessiné par l'architecte Bourgent et réalisé par l'entrepreneur Berthelin, il forme une salle rectangulaire en pierre de taille et briques, éclairée par une série de baies rectangulaires et couverte d'ardoises. L'édifice a été restauré à la fin du XXe siècle et complété par un atrium et des menuiseries vitrées. Une bouteille contenant une reproduction du discours prononcé par Pierre Bargeaud, maire de la ville à cette époque, est imbriquée dans les fondations du bâtiment. Le marché se tient toujours sous ses voûtes, laissant la part belle aux productions ostréicoles et halieutiques.

#### Pont de la Seudre

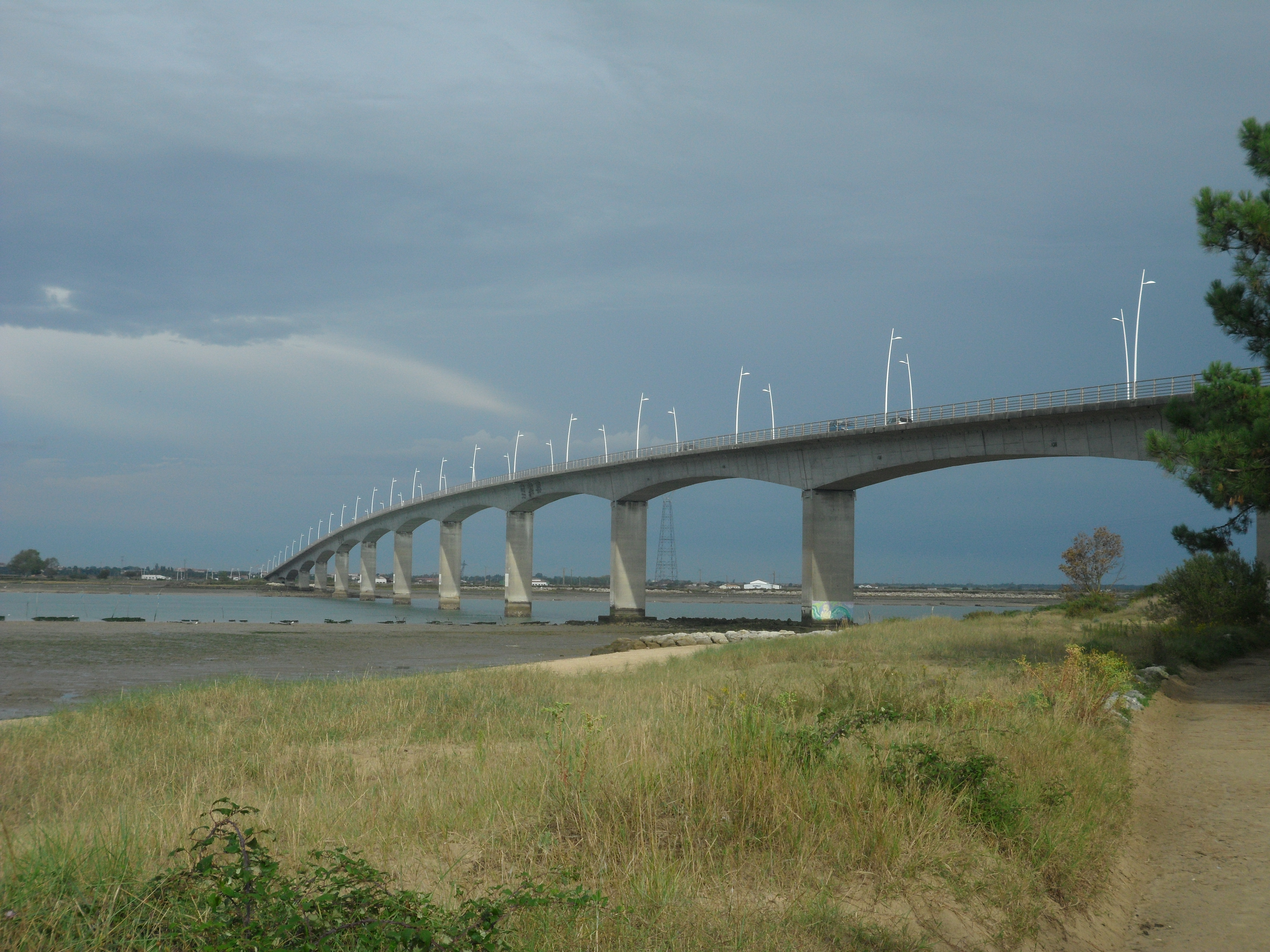
Le pont de la Seudre en 2013.

Le pont de la Seudre est un ouvrage d'art édifié en 1972 afin de faciliter la circulation des personnes et des marchandises entre les deux rives de la Seudre, qui forme à cet endroit un vaste estuaire. Longtemps le fleuve constitue une barrière difficilement franchissable (sinon par bateau). L'établissement d'une sous-préfecture à Marennes entraîne un accroissement des besoins et un service de bacs est établi.
Malgré une modernisation constante des embarcations (bac à chaîne, bac à vapeur puis bac automoteur), le service montre ses limites et décision est prise de construire cet ensemble, qui fait écho au pont de l'île d'Oléron situé à une dizaine de kilomètres au nord-ouest.
Des projecteurs ont été mis en place sur les deux ouvrages, qui sont illuminés (en vert et bleu) chaque nuit.

#### Ancienne gare de chemins de fer
L'ancienne gare de chemins de fer est construite en 1876 afin de servir de point d'embarquement principal aux passagers du bac Marennes-La Tremblade, mais aussi aux marchandises (essentiellement des huîtres) qui peuvent ainsi être livrées plus rapidement. Plusieurs petites gares sont construites le long du tracé (Étaules, Mornac) jusqu'à l'embranchement de Saujon.
Initialement propriété de la Compagnie des chemins de fer de la Seudre, elle passe sous le contrôle des Chemins de fer de l'État en 1880. Le transport des personnes est assuré jusqu'en 1939 avant d'être réservé aux marchandises jusqu'en 1980. La ligne est désormais exploitée à des fins touristiques, un petit train à vapeur baptisé « Train des mouettes » faisant la navette entre La Tremblade et Saujon.

#### Batterie Muschel
En 1944 les ingénieurs de l'Organisation Todt entreprennent la construction de la future batterie Gironde, également dénommée batterie Muschel, en pleine forêt de la Coubre. Elle ne fut jamais terminée. La batterie avec tous ses ouvrages fait l'objet d'une inscription au titre des Monuments historiques depuis le 24 juillet 2002.

#### Rond-point des petits bateaux
Le rond-point desservant Ronce-les-Bains est l’œuvre du spécialiste charentais Jean-Luc Plé, auteur de nombreux autres ronds-points du département. Il représente deux petits bateaux en papier.

#### Aux alentours
Localisée en plein cœur de la presqu’île d’Arvert, la ville de La Tremblade bénéficie d’une situation privilégiée pour partir à la découverte des stations balnéaires de la Côte de Beauté, de l’île d’Oléron ou des sites ostréicoles des bords de Seudre. Elle n’est ainsi qu’à une dizaine de kilomètres des stations balnéaires de Royan, Saint-Palais-sur-Mer, Vaux-sur-Mer ou Saint-Georges-de-Didonne, et à moins de dix kilomètres du site touristique de la Grande-Côte et de la station balnéaire de La Palmyre, également connue pour son parc d’attraction Luna Park et son zoo, un des plus importants d’Europe, accueillant plus de 700 000 visiteurs par an.

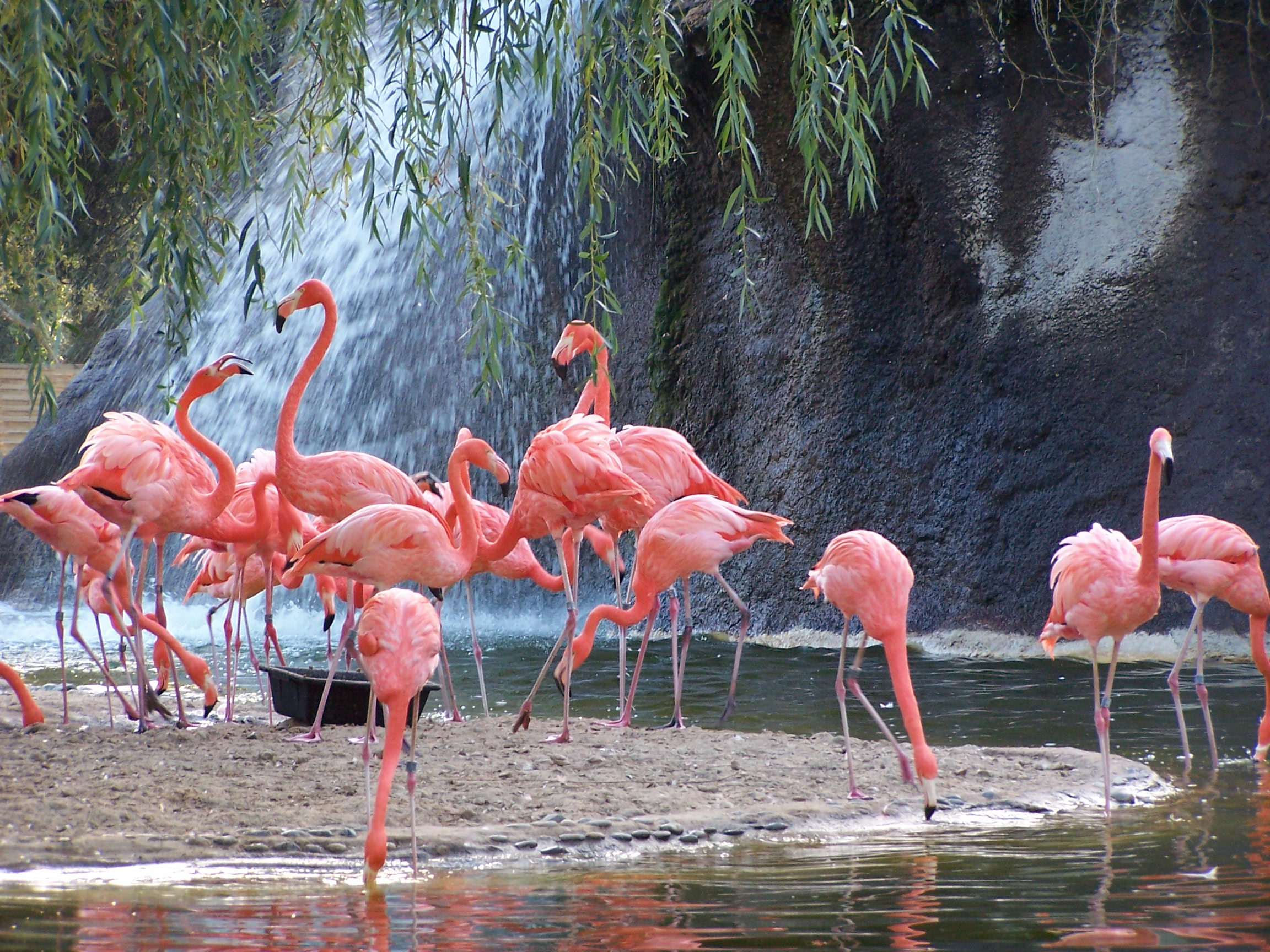
Le zoo de la Palmyre, plus grand parc zoologique privé d'Europe, n'est qu'à une dizaine de kilomètres du centre-ville.

Plus au sud, dans les marais de la Seudre, la commune de Chaillevette conserve un port pittoresque (port de Chatressac) bordé de cabanes en bois typiques ; le village de Mornac-sur-Seudre, aux maisons blanchies à la chaux et aux ruelles bordées de roses trémières, est classé parmi les plus beaux villages de France, et les petites villes de Breuillet ou de Saint-Sulpice-de-Royan conservent des églises romanes typiques. Au sud-ouest du centre-ville de La Tremblade, les marais de Saint-Augustin sont un conservatoire d’espèces animales et végétales variées ; de petites routes permettent de l’appréhender à vélo.
Face à la ville de La Tremblade, sur l’autre rive de la Seudre, à laquelle on accède par un grand viaduc, se trouve la ville de Marennes, célèbre pour son église, dont le clocher gothique est le plus haut du département (85 mètres), pour son centre historique (nombreux hôtels particuliers), son port de La Cayenne et depuis peu, sa cité de l'Huître. Non loin de là, la place forte de Brouage a conservé son allure du XVIIe siècle. Elle est connue pour être la patrie de Samuel de Champlain, « père » de la Nouvelle-France. La ville de Saint-Just-Luzac, qui appartient à la banlieue de Marennes, est également connue pour son église monumentale et inachevée.
Un peu plus à l’ouest, l’île d’Oléron recèle de nombreux sites touristiques, telle la station balnéaire et climatique de Saint-Trojan-les-Bains, nichée au milieu des pins de la forêt domaniale de Saint-Trojan, pendant insulaire de la forêt domaniale de la Coubre, la place forte du Château-d’Oléron ou encore la capitale de l’île, Saint-Pierre-d’Oléron.

### Culture

#### Équipements culturels
Le foyer d'action culturelle organise des manifestations périodiques ayant trait à l'art et à la promotion de la culture (Salon des arts figuratifs, Salon du livre jeunesse, L'art dans la rue). La commune dispose également d'une maison des associations, d'une maison des jeunes et de trois musées : le musée maritime, né en 1963, qui se consacre à l'ostréiculture et à la pêche traditionnelle, le musée du protestantisme charentais, créé en 1994 à l'initiative du conservatoire d'arts et traditions populaires, et l'écomusée du phare de la Coubre.
La médiathèque municipale, située dans un bâtiment moderne face à l'hôtel de ville, à l'angle de la place Je suis Charlie et de la rue de la Seudre, abrite plus de 16 000 documents (livres, CD, DVD, bandes dessinées, presse nationale et régionale). Quatre postes permettent de consulter internet et des liseuses permettant de consulter une vingtaine de e-books peuvent être prêtées aux adhérents. La médiathèque, qui se veut avant tout un lieu de convivialité et d'échange, a été rénovée entièrement en 2013 (acquisition de nouveaux ouvrages et d'un nouveau mobilier) et considérablement agrandie en 2016, sa superficie passant depuis lors à 330 mètres carrés. Elle sert régulièrement de cadre à des cercles littéraires ainsi qu'à des rencontres ponctuelles avec des auteurs : Isabelle Jarry, Claude Chambard... Elle est ouverte six jours par semaine, avec des horaires pensés pour pouvoir accueillir un maximum de monde (scolaires, actifs et retraités). Les adhésions sont annuelles, mais il existe aussi une formule d'abonnement adaptée aux estivants pendant les mois de juillet et août. La consultation des ouvrages sur place est gratuite, mais l'accès à internet est facturé à l'heure.
Deux « boîtes à livres » ont été installées dans la commune : en centre-ville près de l'office du tourisme et à Ronce-les-Bains à l'angle de l'avenue Gabrielle et de la place Brochard. Ce concept d'origine américaine porté localement par le Lions Club permet à chacun de prendre et de déposer gratuitement des livres et des magazines.

### Patrimoine culturel

#### Langue saintongeaise

Aire linguistique du saintongeais.

La commune est située dans l'aire linguistique du saintongeais, un dialecte faisant partie de la famille des langues d’oïl, branche des langues romanes, qui comprend également le français, l’angevin le picard et le poitevin avec lequel il est souvent regroupé dans un domaine plus vaste, le poitevin-saintongeais.
Le saintongeais (saintonjhais) est la langue vernaculaire parlée dans les anciennes provinces d'Aunis, Saintonge et Angoumois. On l’appelle aussi le charentais ou encore le patois charentais. Les locuteurs sont dits patoisants.
Le saintongeais a fortement influencé l’acadien et en conséquence, par ricochet, le cadien ; quant au québécois, il a été influencé par les parlers tels que le normand, le francien et le saintongeais.
La langue saintongeaise présente de nombreux traits communs avec des langues telles que le cadien ou l'acadien, ce qui s'explique par les origines saintongeaises d'une partie des émigrants vers la Nouvelle-France au XVIIe siècle.

#### Gastronomie
La gastronomie saintongeaise est principalement axée sur trois types de produits : les produits de la terre, les produits de la mer et les produits de la vigne.
Les préparations à base de viande de porc occupent une place prépondérante dans la cuisine régionale : ainsi des gratons ou des grillons, sortes de rillettes à base de viandes rissolées et confites dans leur graisse, du gigourit, un civet mêlant sang, gorge, foie et oignons, ou de la sauce de pire, à base de fressure, d'oignons et de vin blanc de pays.

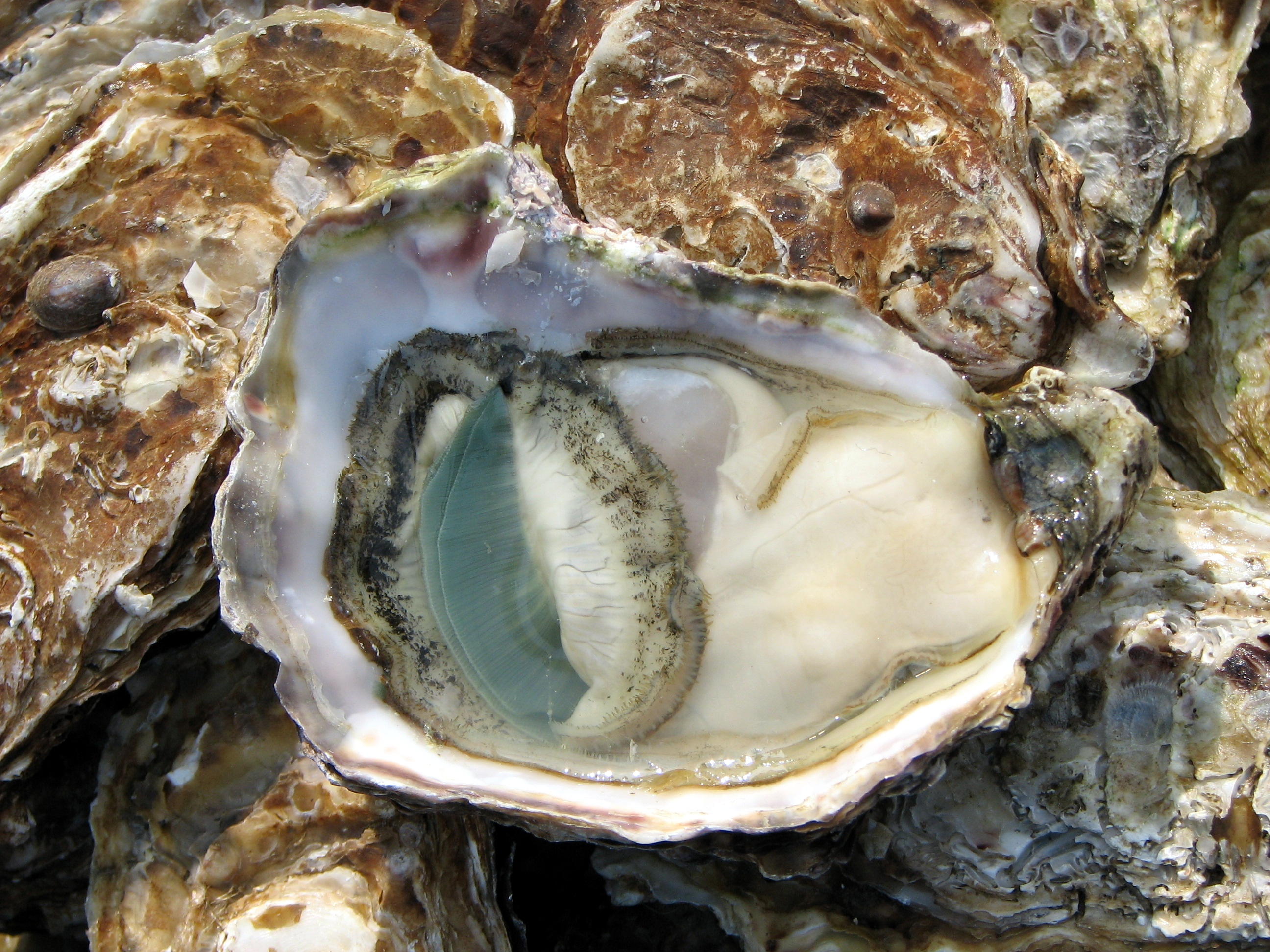
Les huîtres de Marennes-Oléron sont une spécialité réputée de la région. La Tremblade est une importante commune ostréicole.

La cuisine saintongeaise intègre tout naturellement de nombreuses recettes à base de « cagouilles », le nom local de l'escargot petit-gris. Animal tutélaire de la Saintonge, il est notamment cuisiné « à la charentaise », c'est-à-dire cuit dans un court-bouillon agrémenté de vin blanc, d'ail et de mie de pain.
Parmi les autres spécialités locales, il convient de noter également les pibales (alevins d'anguille pêchés dans la Gironde, spécialité de Mortagne et de Blaye), les sardines de Royan, les « thyeusses de gueurnouilles » (cuisses de grenouilles), la sanglette, une galette préparée à base de sang de poulet et d'oignons cuits, le farci saintongeais (variante du farci poitevin), le lapin au pineau, le foie gras ou encore les confits. La grande spécialité de la presqu'île d'Arvert est cependant l'huître de Marennes-Oléron, de renommée internationale.
Les desserts traditionnels sont issus de la cuisine paysanne : millas (gâteau à la farine de maïs, qu'on retrouve dans une grande partie du Sud-Ouest de la France), galette charentaise, au beurre Charentes-Poitou, ou encore merveilles (beignets).
Les vignes de la région servent à la confection d'eaux-de-vie réputées, telles que le pineau des Charentes et plus encore, le cognac. La commune de La Tremblade est ainsi intégralement située dans la zone de production des « bois communs ».

## Personnalités liées à la commune

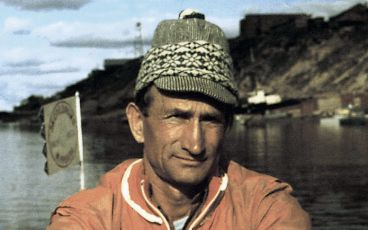
Evgueni Smurgis, aventurier russe, disparu en mer en 1993.

- Job Forant, né en 1612 à La Tremblade, officier de marine, chef d'escadre.
- Michel Froger, né en 1668 à La Tremblade, officier de marine et navigateur.
- Isaac-Louis de Forant, né en 1685 à La Tremblade, officier de marine, administrateur colonial, gouverneur de l'Île-Royale en Nouvelle-France.
- Nelly Lieutier (née Besson), native de La Tremblade en 1829 et morte en 1900, dame poète, auteur de nombreux ouvrages dont La bague d'argent[137].
- Charles Torchut (1863-1923), homme politique né à La Tremblade, maire de Royan, député de la Charente-Maritime de 1903 à 1910.
- Evgueni Smurgis, né en 1938 à Orenbourg (Union soviétique), aventurier, disparu en mer dans le pertuis de Maumusson en 1993.
- Charline Picon, née en 1984, championne olympique 2016, championne du monde 2014 et championne d'Europe en 2013, 2014 et 2016 de planche à voile.

## Héraldique
| Blason | Blasonnement : Coupé de gueules et d'azur, le gueules chargé d'une rangée de collines d'or mouvant de la partition, au bateau d'argent pavillonné et équipé d'une voile et de rames du même brochant sur le tout. |